# Sandillon
Sandillon est une commune française située dans le département du Loiret en région Centre-Val de Loire.
La commune est située dans le périmètre du Val de Loire inscrit au patrimoine mondial de l'UNESCO et constitue à elle seule l'unité urbaine de Sandillon.

## Géographie

### Localisation

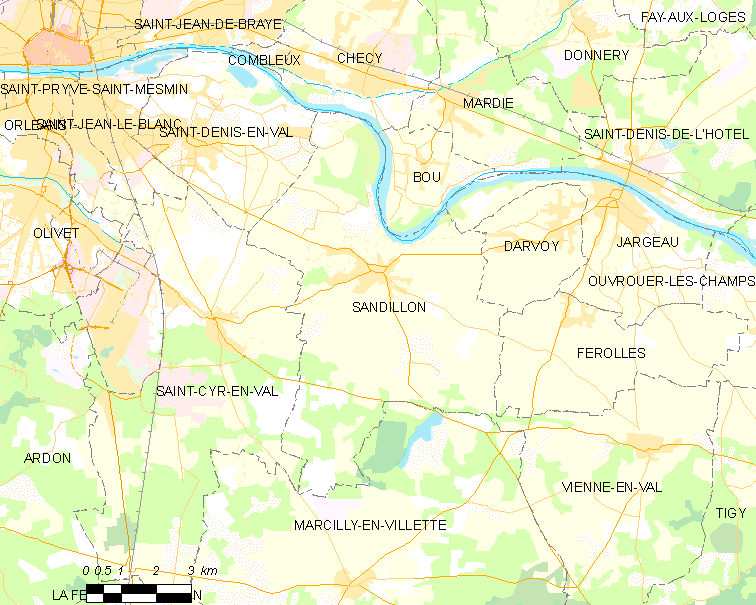
Carte de la commune de Sandillon et des communes limitrophes.

La commune de Sandillon se trouve dans le quadrant sud-ouest du département du Loiret, dans la région agricole du Val de Loire et l'aire urbaine d'Orléans.  À vol d'oiseau, elle se situe à 11,5 km  d'Orléans, préfecture du département, et à 7,0 km de Jargeau, ancien chef-lieu du canton dont dépendait la commune avant mars 2015. désormais, elle dépend du canton de Saint Jean Le Blanc. La commune fait partie du bassin de vie d'Orléans.
Les communes les plus proches sont : Bou (3,2 km), Mardié (4,8 km), Saint-Cyr-en-Val (5,1 km), Darvoy (5,2 km), Chécy (5,3 km), Férolles (5,9 km), Saint-Denis-en-Val (6,8 km), Combleux (6,8 km), Jargeau (7 km) et Saint-Denis-de-l'Hôtel (7,6 km).
| Saint-Denis-en-Val                    | Bou                  | Darvoy, Jargeau |
| Saint-Cyr-en-Val, Saint-Jean-le-Blanc | Sandillon            | Férolles        |
| Saint-Cyr-en-Val                      | Marcilly-en-Villette | Vienne-en-Val   |

### Lieux-dits et écarts
Château-Rouge (Maison), L'Orme (Ferme), Bel-Air (Hameau), Louy (Ferme), Bardy (Ferme et château), Puiseaux (Ferme), Les Lombardiaux (Ferme ruinée), Le Bois des Glands (Ferme, actuellement entreprise de BTP), Les Marais (Ferme et château ruiné), Les Grands Marais (Hameau), Les Petits Marais (Ferme), Barbereau (Ferme), Vildé (Ferme), Champvallins (Hameau et château), Puchesse (Château), la Haute Isle (Ferme), La Balive (Ferme), La Porte (Château), La Fontaine (Ferme), Le Moulin des Prés (Ferme), Les Allots (Hameau et château), Le Gamereau (Ferme et château), La Verdoin (Ferme), Marmagne (Ancienne ferme), Le Grand Marmagne (Ferme), Bordebure (Lotissement), Les Sablons (Lotissement), Le Masuray (Ferme), Savigny (Hameau), Allou (Hameau et château), Les Cailloux (Lotissement), Gratteloup (Lotissement), Champmarcou (Hameau), Chartres (Ferme), La Féculerie (Quartier), La Tuilerie (Hameau), Le Dhiot (Hameau), Le Coin Tournant (Hameau), La Maltournée (Ferme), Maison-Rouge (Ferme), Mon Désir (Ferme), La Croix d'Azon (Ferme), Les Bones (Hameau), Sandille (Hameau), La Chataigneraie (Lotissement), La Motte (Ferme), Les Noues (Ferme), La Borde (Ferme), Le Chêne Coquin (Ferme), La Petite Lottière (Hameau), Le Fief (Hameau), Le Pont (Hameau), Mongy (Ferme et manoir), Vilaine (Hameau), Les Broseilles (Hameau), Nichet (Quartier), Le Vivier (Quartier), Bagneaux (Ferme), Métairie des Chanoines (Ferme ruinée), Le Petit Puchesse (Ferme), La Madeleine (Maison), Champ-Houdry (Ferme ruinée et château), Les Brosses (Ferme ruinée), La Mélasse (Ferme ruinée), Saint-Joseph (Ancienne ferme), Samatha (Ferme), Barbereau (Ferme), La Médecine (Ferme ruinée), Les Noues (Ferme), Soulas (Ferme), Rebonty (Ferme, usine)

### Géologie et relief
- Fz : Alluvions récentes des lits mineurs (Holocène)
- Fy : Alluvions récentes des levées et montilles de la Loire (Holocène)
- Fx : Alluvions de basse terrasse de la Loire (Pléistocène (Würm))
- Fw : Alluvions de haute terrasse de la Loire (Pléistocène (Riss))
- Fvb : Alluvions de haute terrasse (Pléistocène (Minden))
- m3-p1SASo : Sables et argiles de Sologne (Langhien supérieur à Pliocène inférieur.)

Carte géologique de la commune de Sandillon.
Fz : Alluvions récentes des lits mineurs (Holocène)
Fy : Alluvions récentes des levées et montilles de la Loire (Holocène)
Fx : Alluvions de basse terrasse de la Loire (Pléistocène (Würm))
Fw : Alluvions de haute terrasse de la Loire (Pléistocène (Riss))
Fvb : Alluvions de haute terrasse (Pléistocène (Minden))
m3-p1SASo : Sables et argiles de Sologne (Langhien supérieur à Pliocène inférieur.)
(: Gouffre, aven
$ : Carrière à ciel ouvert

La région d’Orléans se situe dans le sud du Bassin parisien, vaste cuvette composée d’un empilement de couches sédimentaires d’origines essentiellement détritiques (issus de l’érosion d’anciennes chaînes de montagnes) et carbonatées (précipitation de carbonate de calcium). Ces dépôts s'étagent du Trias (- 250 millions d’années) au Pliocène (- 23 millions d’années) et se font surtout en contexte marin, mais aussi en milieu lacustre. Les successions de périodes glaciaires et interglaciaires au Quaternaire aboutissent à la configuration géomorphologique actuelle : altération plus ou moins profonde des roches en place, terrasses alluviales anciennes perchées sur les plateaux et incision de la vallée actuelle de la Loire,.
La commune peut être décomposée en deux parties : une plaine alluviale comprise entre la Loire (la rive Nord est plus haute) et la Sologne, la limite sud étant sensiblement constituée par la route départementale 14, et le plateau solognot. Les alluvions de cette plaine (Fy et Fz) sont récentes, datant de l'Holocène. Les sables de la Loire sont essentiellement constitués par des minéraux provenant de la désagrégation des roches granitiques et métamorphiques du Massif central auxquels s'ajoutent principalement, sous forme de graviers et galets, des éléments locaux provenant de l'érosion de roches sédimentaires. Les limites du plateau solognot sont constituées par des alluvions plus anciennes : des alluvions de haute terrasse (Fvb) datant du Pléistocène (Minden) et des alluvions de haute et basse terrasse de la Loire (Fw et Fx), comprises entre 10 et 30 m et datant du Pléistocène.
Avec l'abandon des extractions de sables dans le lit mineur des cours d'eau dans les années 1990, les lits majeurs ont fait - et font encore l’objet d'une intense exploitation. La réduction des extractions dans les lits majeurs est un objectif national, ce principe étant inscrit depuis 1995 dans la circulaire qui précise les modalités d’élaboration des schémas de gestion des eaux. En région Centre-Val de Loire concernée en particulier par les extractions dans le lit majeur de la Loire, dans la continuité du protocole de « bonnes pratiques » mis en place par la Profession et les services de l'Etat en 1999, le SDAGE Loire-Bretagne 2010-2015 fixe un objectif de réduction progressive des extractions en lit majeur de 4 % par an. Cet objectif est reconduit dans le SDAGE 2016-2021. Plusieurs entreprises d'extraction de matériaux sont en activité dans la commune.
Le soubassement du territoire communal est constitué par les Calcaires de Beauce, formation sédimentaire d’origine lacustre, surmontée par les sables et argiles de Sologne (m3-p1SASO), datés du Langhien supérieur au Pliocène inférieur, une formation composée de sables (quartz gneissique ou granitique) argileux très grossiers à fins et de lentilles d’argile verte, pure ou sableuse, affleurant sur une partie extrême sud de la commune.
Le territoire communal est relativement plat puisque la dénivelée maximale est de 29 mètres. L'altitude du territoire varie en effet de 95 mètres à 124 mètres,.

### Hydrographie
La Loire délimite la commune au nord où elle forme un méandre très important.
La Marmagne, une résurgence de la Loire, rejoint le Dhuy sur le territoire de la commune. Le ruisseau traverse quelques plans d'eau dont le plus ancien semble être l'étang d'Allou construit par les moines non loin du château du même nom. Il s'agit d'un étang creusé et non vidangeable dont la morphologie rappelle la feuille de saule. On peut citer d'autres étang du même type sur la Marmagne au lieu-dit la Verdoin et aux Allots.
D'autres plans d'eau parsèment le territoire mais n'ont pas tous la même origine. Ceux situés dans le val sont liés à l'exploitation minérale comme les gravières (étang des Tuileries) dont certaines sont encore exploitées. On retrouve aussi des marnières, au lieu-dit éponyme. La Sologne est elle aussi fournie en étangs puisqu'il s'agit d'un des éléments de son identité paysagère et culturelle. Sandillon n'échappe pas à la règle avec la présence de chaine d'étangs entre le lieu-dit Vildé et Champ-Houdry mais aussi autour du lieu-dit Samatha.

### Climat
Pour des articles plus généraux, voir Climat du Centre-Val de Loire et Climat du Loiret.
En 2010, le climat de la commune est de type climat océanique dégradé des plaines du Centre et du Nord, selon une étude du CNRS s'appuyant sur une série de données couvrant la période 1971-2000. En 2020, Météo-France publie une typologie des climats de la France métropolitaine dans laquelle la commune est exposée à un climat océanique altéré et est dans la région climatique Moyenne vallée de la Loire, caractérisée par une bonne insolation (1 850 h/an) et un été peu pluvieux.
Pour la période 1971-2000, la température annuelle moyenne est de 10,9 °C, avec une amplitude thermique annuelle de 15,3 °C. Le cumul annuel moyen de précipitations est de 672 mm, avec 11,3 jours de précipitations en janvier et 7,1 jours en juillet. Pour la période 1991-2020, la température moyenne annuelle observée sur la station météorologique de Météo-France la plus proche, sur la commune de Fleury-les-Aubrais à 13 km à vol d'oiseau, est de 11,7 °C et le cumul annuel moyen de précipitations est de 728,8 mm,. Pour l'avenir, les paramètres climatiques de la commune estimés pour 2050 selon différents scénarios d'émission de gaz à effet de serre sont consultables sur un site dédié publié par Météo-France en novembre 2022.

### Milieux naturels et biodiversité

#### Sites Natura 2000
Le réseau Natura 2000 est un réseau écologique européen de sites naturels d’intérêt écologique élaboré à partir des Directives «Habitats » et «Oiseaux ». Ce réseau est constitué de Zones Spéciales de Conservation (ZSC) et de Zones de Protection Spéciale (ZPS). Dans les zones de ce réseau, les États membres s'engagent à maintenir dans un état de conservation favorable les types d'habitats et d'espèces concernés, par le biais de mesures réglementaires, administratives ou contractuelles. L'objectif est de promouvoir une gestion adaptée des habitats tout en tenant compte des exigences économiques, sociales et culturelles, ainsi que des particularités régionales et locales de chaque État membre. les activités humaines ne sont pas interdites, dès lors que celles-ci ne remettent pas en cause significativement l’état de conservation favorable des habitats et des espèces concernés,. Les sites Natura 2000 présents sur le territoire communal de Sandillon sont au nombre de trois.

##### Sites d'importance communautaire (Directive "Habitats")
| Nom                                                 | Numéro    | Type | Arrêté                    | Localisation                       |
| --------------------------------------------------- | --------- | ---- | ------------------------- | ---------------------------------- |
| Vallée de la Loire de Tavers à Belleville-sur-Loire | FR2400528 | SIC  | Arrêté du 13 avril 2007   | Dans la frange nord de la commune. |
| Sologne                                             | FR2402001 | SIC  | Arrêté du 26 octobre 2009 | Dans la partie sud de la commune.  |

Le site de la « Vallée de la Loire de Tavers à Belleville-sur-Loire », d'une superficie de 7 120 ha, concerne 51 communes. La délimitation de ce site Natura 2000 est très proche de celle correspondant à la Directive Oiseaux. L'intérêt majeur du site repose sur les milieux ligériens liés à la dynamique du fleuve, qui hébergent de nombreuses espèces citées en annexe II de la directive Habitats.
La ZSC « Sologne », d'une superficie totale de 346 184 ha, constitue une vaste étendue émaillée d'étangs, située en totalité sur les formations sédimentaires du burdigalien. L'agriculture est en recul et on observe une fermeture des milieux naturels (landes). Plusieurs ensembles naturels de caractère différent se distinguent sur ce site :
- la Sologne des étangs ou Sologne centrale, qui recèle plus de la moitié des étangs de la région ; les sols sont un peu moins acides que dans le reste du pays ;
- la Sologne sèche ou Sologne du Cher, qui se caractérise par une plus grande proportion de landes sèches à bruyère cendrée, callune et Hélianthème faux-alysson ;
- la Sologne maraîchère, qui abrite encore une agriculture active et possède quelques grands étangs en milieu forestier ;
- la Sologne du Loiret, au nord, qui repose en partie sur des terrasses alluviales de la Loire issues du remaniement du soubassement burdigalien, ensemble auquel appartient la commune de Sandillon.

##### Zones de protection spéciale (Directive "Oiseaux")
| Numéro    | Type | Nom                          | Arrêté                | Localisation                       |
| --------- | ---- | ---------------------------- | --------------------- | ---------------------------------- |
| FR2410017 | ZPS  | Vallée de la Loire du Loiret | Arrêté du 4 mai 2007. | Dans la frange nord de la commune. |

Le site de la « Vallée de la Loire du Loiret » s'étend sur 7 684 ha et concerne la vallée de la Loire dans le Loiret. Cette ZPS se poursuit en amont et en aval sur les départements voisins. L'intérêt majeur du site repose sur les milieux et les espèces ligériens liés à la dynamique du fleuve. Ces milieux hébergent de nombreuses espèces citées en annexe I de la directive Oiseaux. Le site est caractérisé par la présence de colonies nicheuses de sternes naine et pierregarin et de mouette mélanocéphale. Des sites de pêche du Balbuzard pêcheur sont également présents. Le site est également lieu de reproduction du bihoreau gris, de l'aigrette garzette, de la bondrée apivore, du milan noir, de l'œdicnème criard, du martin-pêcheur, du pic noir, de la pie-grièche écorcheur.

Sélection de représentants de l'avifaune de la zone Natura 2000 « Vallée de la Loire du Loiret ».
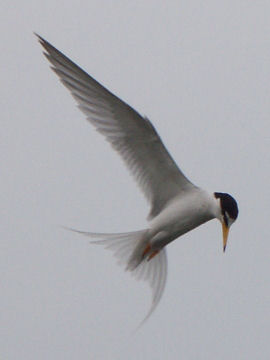
Sterne naine
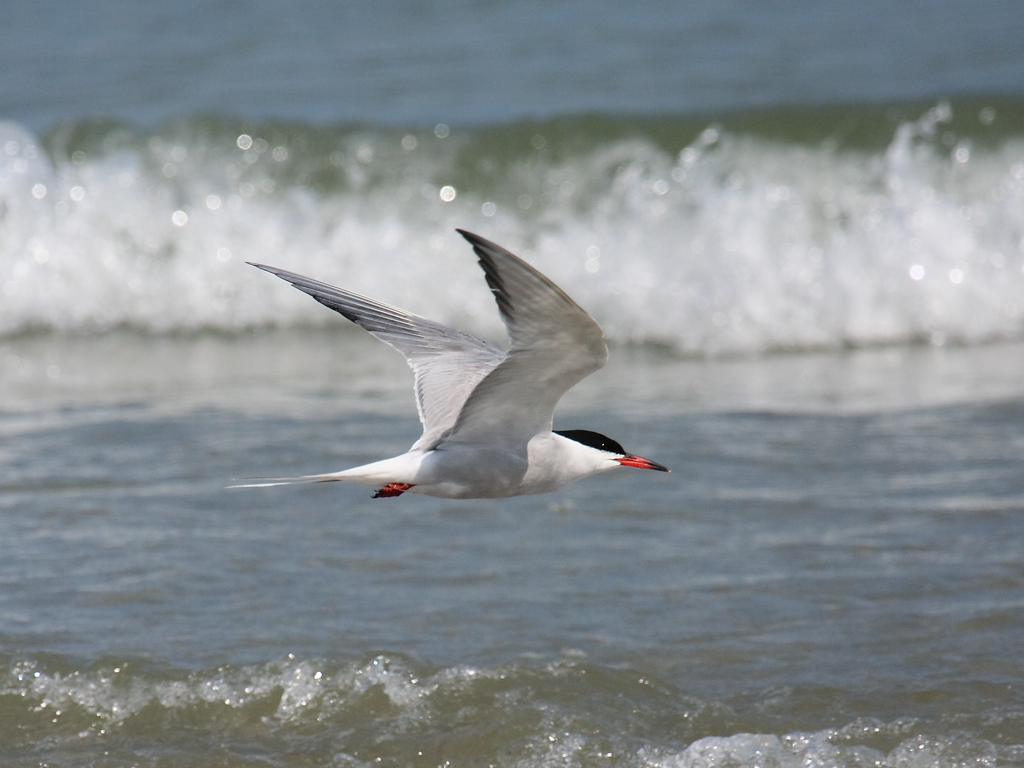
Sterne pierregarin
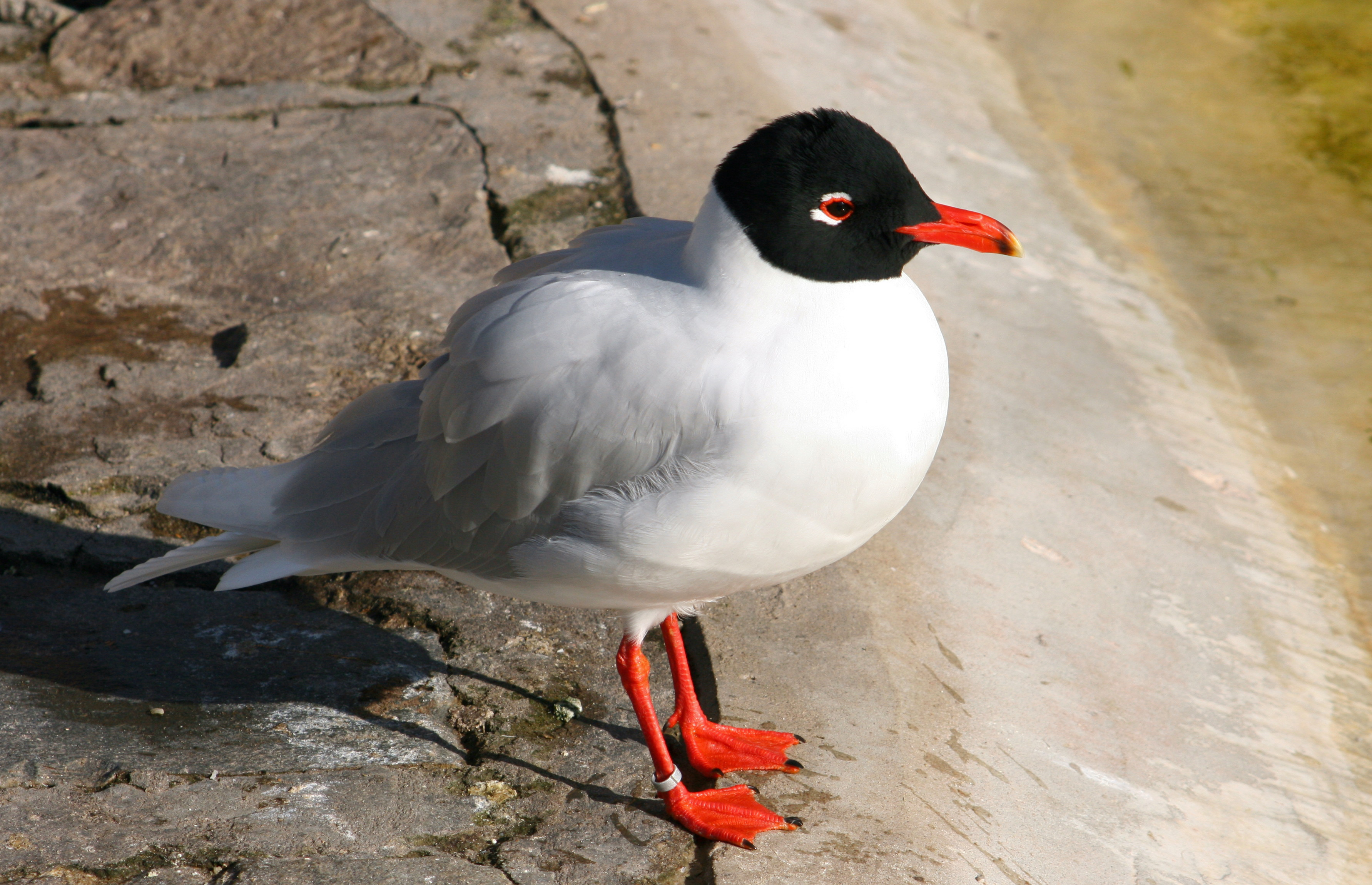
Mouette mélanocéphale
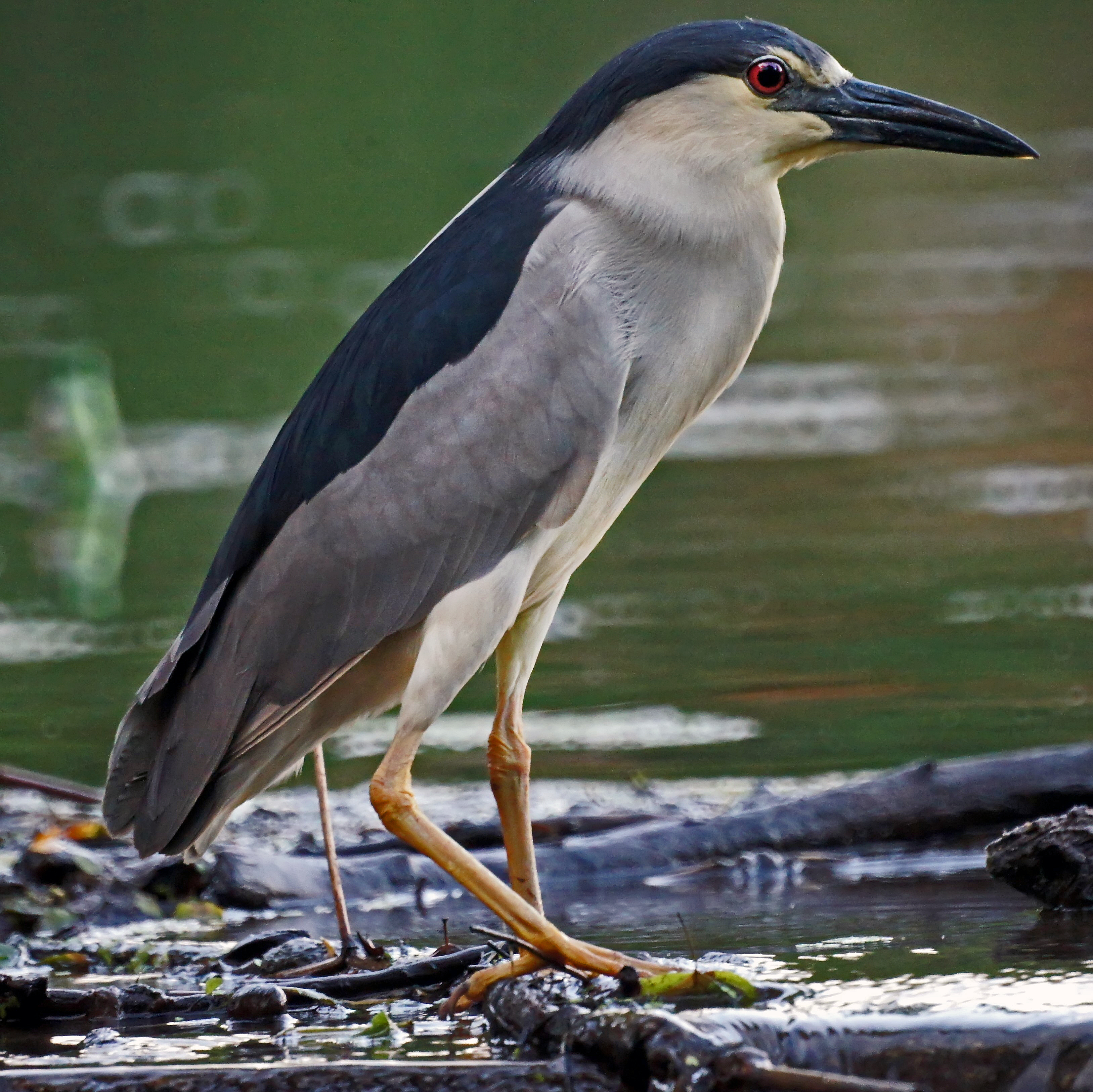
Bihoreau gris
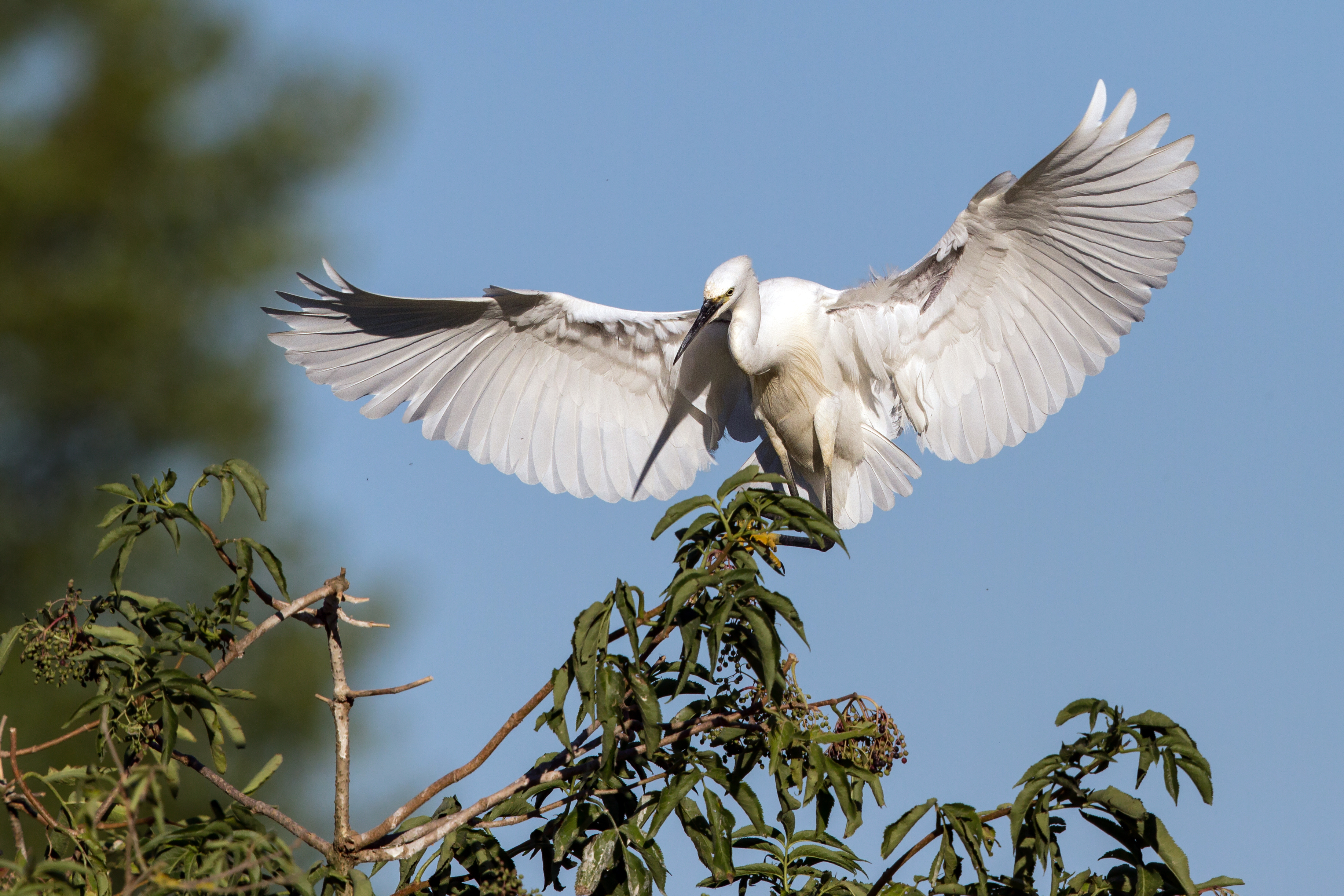
Aigrette garzette
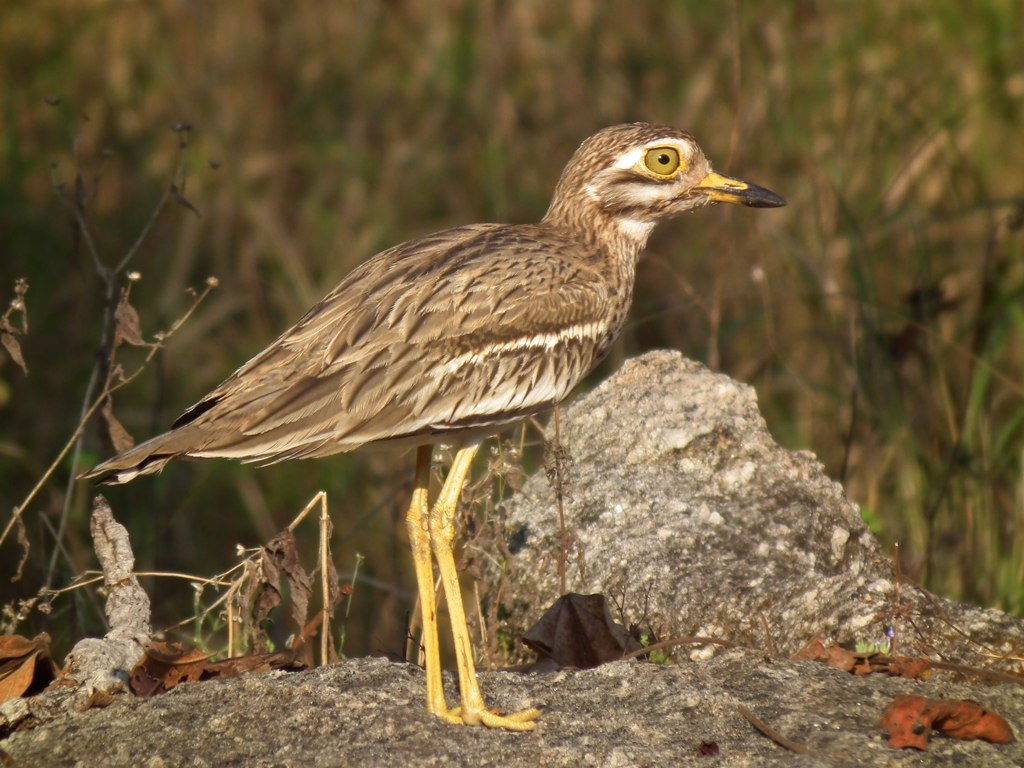
Œdicnème criard
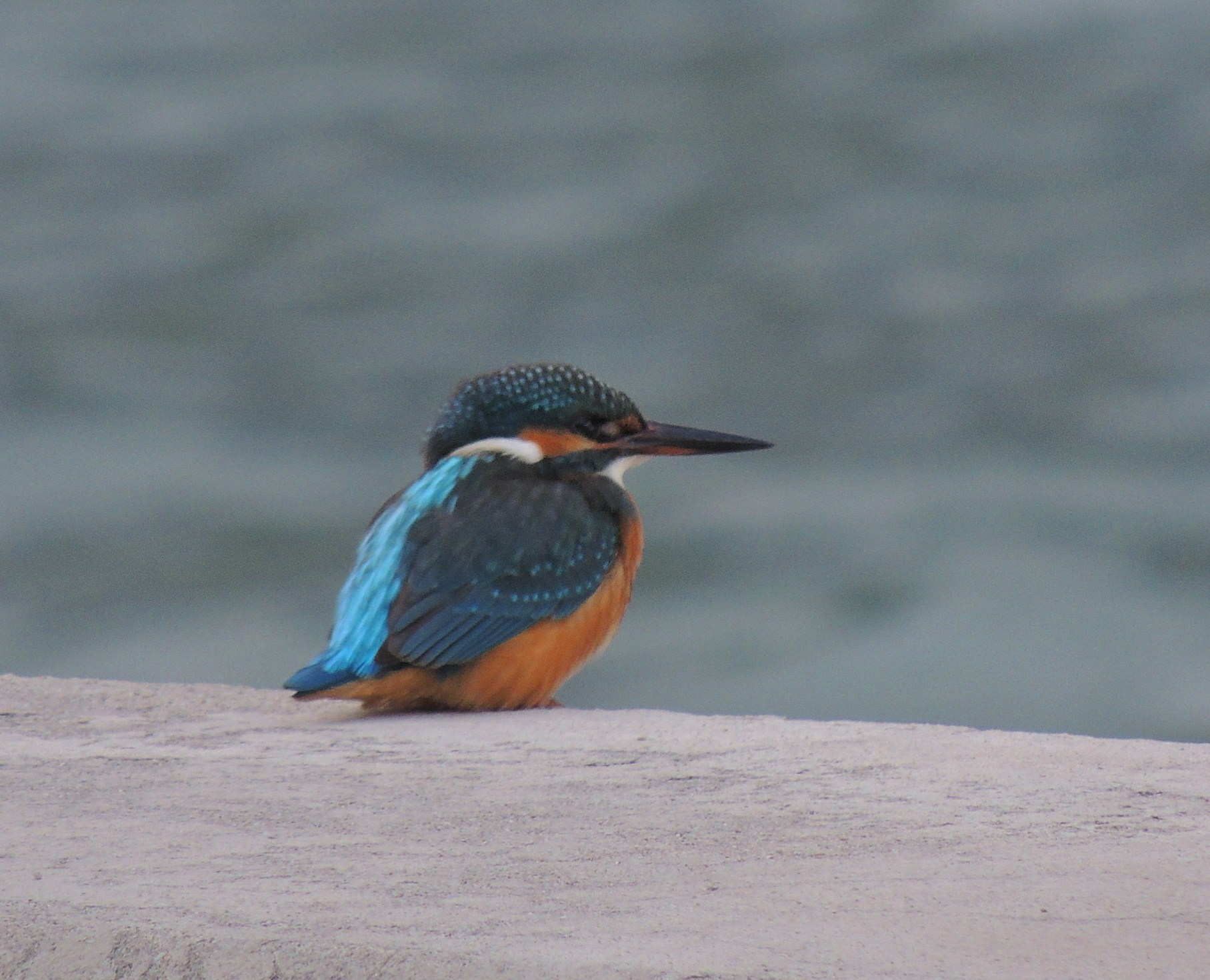
Martin-pêcheur d'Europe

#### Zones nationales d'intérêt écologique, faunistique et floristique
L’inventaire des zones naturelles d'intérêt écologique, faunistique et floristique (ZNIEFF) a pour objectif de réaliser une couverture des zones les plus intéressantes sur le plan écologique, essentiellement dans la perspective d’améliorer la connaissance du patrimoine naturel national et de fournir aux différents décideurs un outil d’aide à la prise en compte de l’environnement dans l’aménagement du territoire. Le territoire communal de Sandillon comprend quatre ZNIEFF.

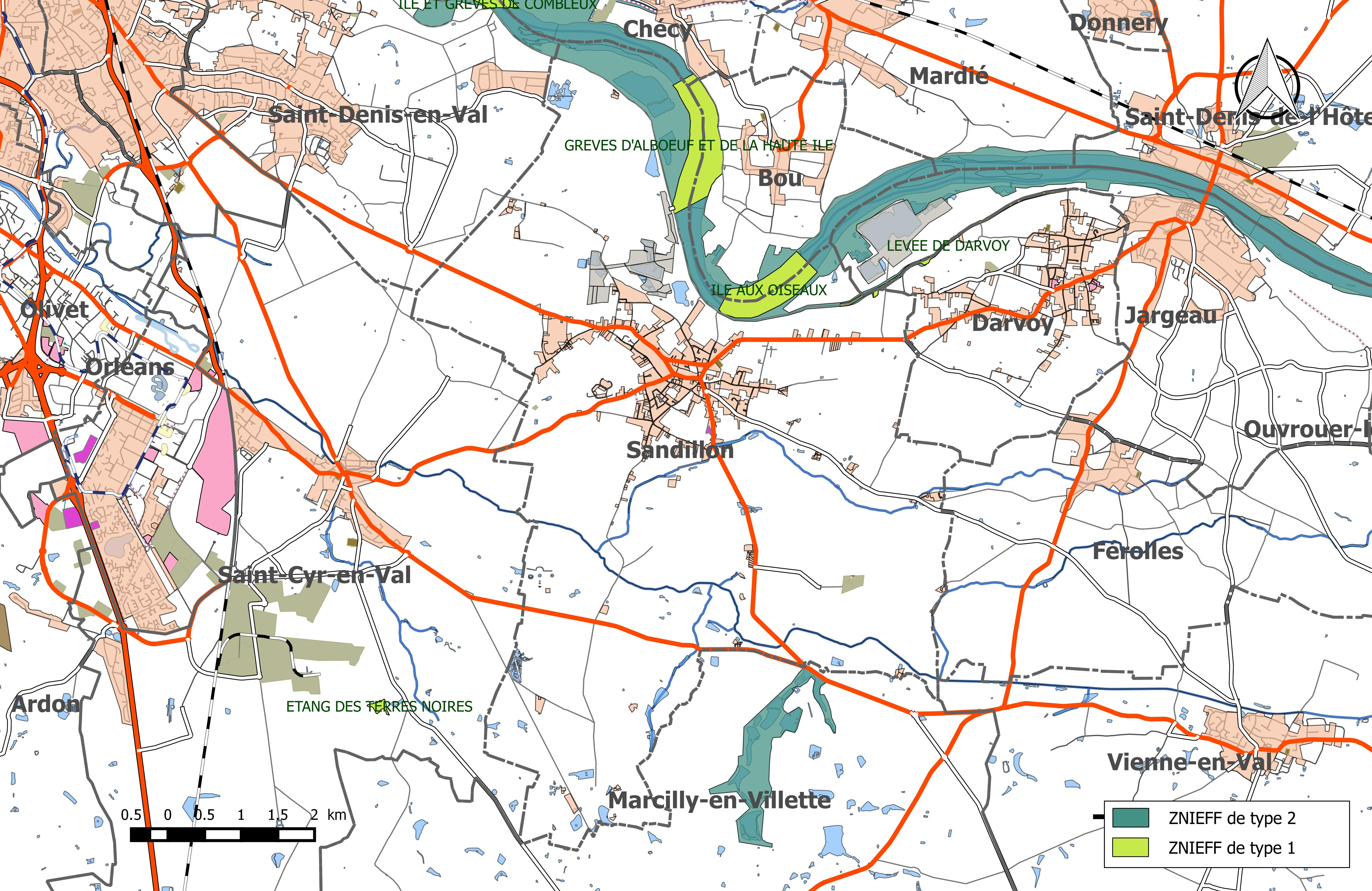
Carte des ZNIEFF de la commune et de ses abords.

| Désignation                            | Type   | Superficie     | Description |
| -------------------------------------- | ------ | -------------- | --- |
| « Grèves d'Albœuf et de la Haute île » | type 1 | 76 hectares    | La zone s'étend sur 3 communes (Bou, Chécy et Sandillon) et se situe à la sortie du méandre de Sandillon, entre les communes de Bou et de Sandillon. Son altitude est de 97 m. La zone comprend plusieurs grèves d'étendue et de forme variables selon le niveau de la Loire et selon les années. Au cours des dernières années, ces grèves ont accueilli l'une des plus importantes colonies de sternes du département. |
| « Ile aux oiseaux »                    | type 1 | 54 hectares    | Cette île se trouve à l'entrée du dernier méandre de la Loire orléanaise, à la limite des communes de Sandillon et de Bou. Sa taille a sensiblement évolué au cours des temps. Elle tend actuellement à s'engraisser du fait de l'enfoncement du lit, ce qui favorise une colonisation ligneuse active depuis une trentaine d'années. Son altitude est de 97 m. Elle accueille une colonie de sternes depuis le début des années 1970. En 1990, une colonie de mouettes rieuses est venue renforcer l'intérêt de ce site pour les laridés et sternidés. Bien qu'en continuelle évolution comme tous les sites qui s'inscrivent dans le lit mineur du fleuve, cette île représente aujourd'hui un site majeur pour la reproduction d'un nombre important d'espèces. |
| « Levée de Darvoy »                    | type 1 | 13,09 hectares | La zone s'étend sur 3 communes : Darvoy, Jargeau et Sandillon. Son altitude est de 105 m. Les flancs de l'ouvrage sont occupés par des « prairies » mésophiles à mésoxérophiles abritant des espèces peu fréquentes à rares dans la région. On observe également deux mouillères en pied de levée, dont une abrite entre autres une population de Damasonium alisma, espèce protégée au niveau national, particulièrement rare en région Centre-Val de Loire. Au total, dix espèces végétales déterminantes dont trois protégées ont été recensées sur le site. |
| « La loire orléanaise »                | type 2 | 5 458 hectares | La zone s'étend sur 37 communes, dont Sandillon, et se superpose pour la commune à la zone Natura 2000 de nom similaire. Elle correspond à la boucle septentrionale du fleuve. Son altitude varie entre 80 et 135 m. Elle se caractérise par un lit mineur largement occupé par des îles et grèves sableuses. Ces milieux soumis au marnage annuel recèlent de multiples habitats plus ou moins temporaires. C'est pratiquement la seule section qui présente des méandres. On observe, sur les basses terrasses, quelques formations sablo-calcaires. |

## Histoire
Les origines de Sandillon sont d'époque gallo-romaine. La commune actuelle était alors une villa d'un riche romain nommé Santillius non loin du village de Viennavicus ou Vienna Vico (Vienne-en-Val) et de la ville romaine Cenabum ou Aurelianum (Orléans). Avec le temps, un hameau s'est développé laissant Santillius se nommer Sandille. La réunification de plusieurs hameaux environnants (Allots, Savigny, Sandille, Allou...) avec le bourg ont fait le village d'aujourd'hui. La présence romaine dans les environs de la commune est attestée à Vienne-en-Val avec les vestiges des thermes au pied de l'église, ainsi qu'à Marcilly-en-Villette où des vestiges d'un camp sont encore présents dans le bois de Samatha.[réf. nécessaire]Il semble que la route départementale 14, qui traverse la commune au sud sur le coteau solognot, soit d'origine romaine.
Lorsque la cité était composée de deux églises, la paroisse Saint-Aignan (pour les habitants du bourg) et la paroisse Saint-Patrice (alors réservée aux habitants des hameaux alentour), le village reçut Isabelle Romée, la mère de Jeanne d'Arc, qui habitait la métairie de chanoines jusqu'à sa mort. Elle pourrait reposer aujourd'hui dans le cimetière de l'église Saint-Patrice aujourd'hui détruit, se trouvant sur l'actuelle place du 8 mai 1945.[réf. nécessaire]
La cité reçut les troupes de Louis XIV lors de la Fronde, les Frondeurs étant stationnés à Gien.[réf. nécessaire]

### Révolution française et Empire

#### Nouvelle organisation territoriale
Le décret de l'Assemblée Nationale du 12 novembre 1789 décrète « il y aura une municipalité dans chaque ville, bourg, paroisse ou communauté de campagne ». En 1790, dans le cadre de la création des départements, le Loiret compte alors 367 municipalités, rattachées à 59 cantons et 7 districts. La municipalité de Sandillon est rattachée au canton de Jargeau et au district d'Orléans.  Le terme « commune », au sens de l’administration territoriale actuelle, est imposé par le décret de la Convention nationale du 10 brumaire an II (31 octobre 1793) : « La Convention nationale, sur la proposition d’un membre, décrète que toutes les dénominations de ville, bourg ou village sont supprimées et que celle de commune leur est substituée ». Ainsi la municipalité de Sandillon devient formellement « commune de Sandillon » en 1793.
Les cantons sont supprimés, en tant que découpage administratif, par une loi du 26 juin 1793, et ne conservent qu'un rôle électoral, permettant l’élection des électeurs du second degré chargés de désigner les députés,. La Constitution du 5 fructidor an III, appliquée à partir de vendémiaire an IV (1795) supprime les districts, considérés comme des rouages administratifs liés à la Terreur, mais maintient les cantons qui acquièrent dès lors plus d'importance en retrouvant une fonction administrative. Enfin, sous le Consulat, un redécoupage territorial visant à réduire le nombre de justices de paix ramène le nombre de cantons dans le Loiret de 58 à 31,. Sandillon est alors rattachée au canton Jargeau et à l'Arrondissement d'Orléans par arrêté du 9 vendémiaire an X (1er octobre 1801),,. Cette organisation va rester inchangée pendant près de 150 ans.

### Époque contemporaine
L'évolution progressive du village et la Révolution française apportèrent des modifications : l'église Saint-Patrice fut détruite, il en reste aujourd'hui une plaque pour symboliser son emplacement ; l'église Saint-Aignan fut également remaniée à plusieurs reprises, la dernière fois sous Napoléon III, il en reste la base du clocher datant du Moyen Âge.[réf. nécessaire] Une des modifications majeures fut l'orientation de l'église qui, avant son remaniement et son agrandissement était orientée est-ouest contrairement au nord-sud actuel, en témoigne l'ancienne abside à l'est conservée dans l'édifice d'aujourd'hui.

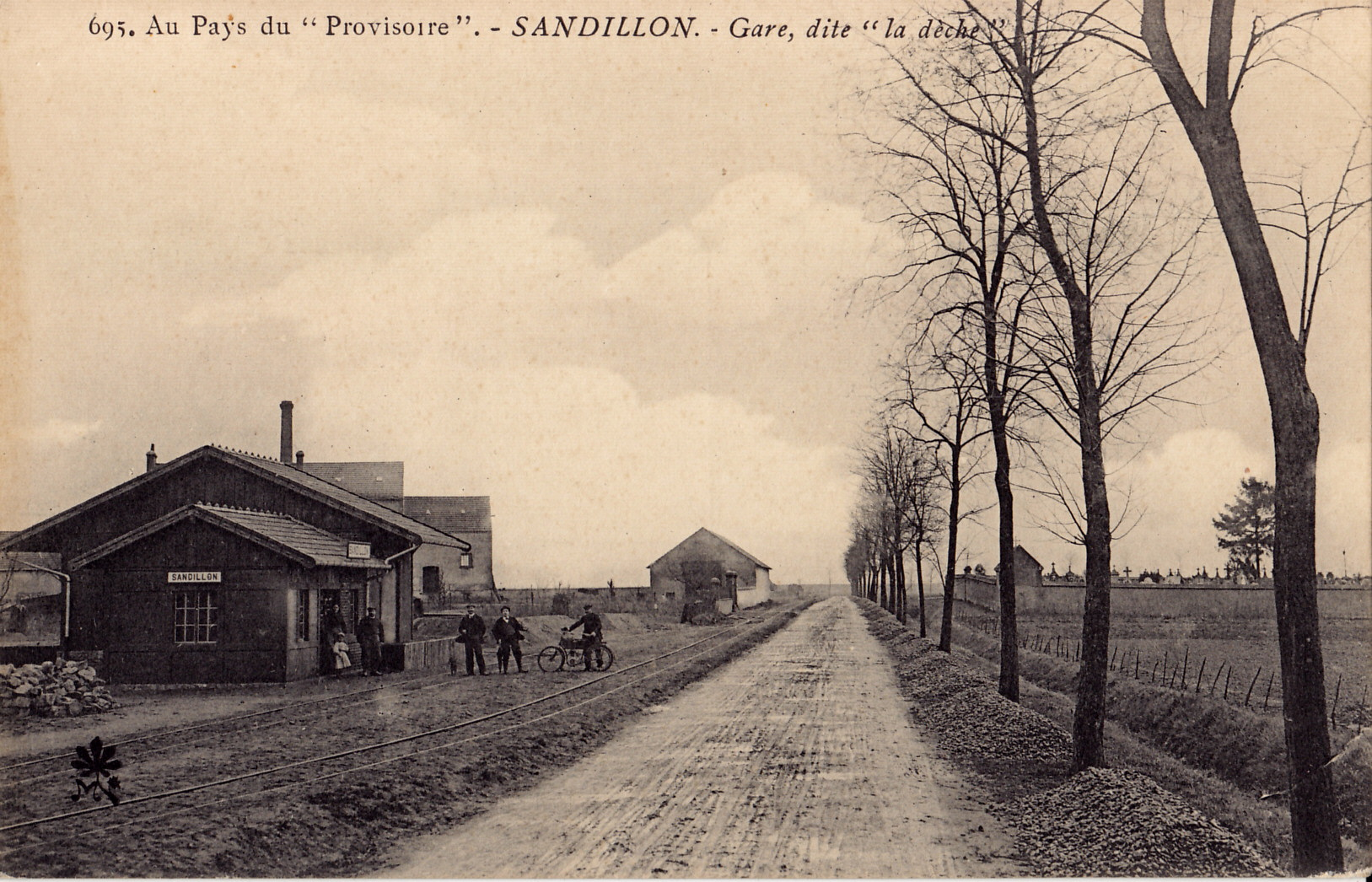
La gare « provisoire » des Tramways du Loiret.

En 1905 est ouverte par la Compagnie des tramways du Loiret une ligne de chemin de fer secondaire à voie métrique et à vapeur, le « tacot », allant d'Orléans à Brinon-sur-Sauldre et qui traverse le village. L'exploitation commerciale est arrêtée le 1er janvier 1935. La gare se trouvait route de Jargeau, entre l'ancienne féculerie et le cimetière actuel.
Sandillon était autrefois pourvu d'un certain nombre d'établissements proto-industriels. On y trouvait une féculerie, aujourd'hui détruite, qui se situait à l'intersection des rues du Port et de Jargeau. Il ne reste que les bâtiments d'habitations et des communs. Une tuilerie était aussi présente, dénommée tuilerie de Puchesse, elle se trouvait rue de Vilaine et fut elle aussi détruite. Une scierie est venue s'installer derrière l'église, faisant place aujourd'hui à des logements. Une "briquerie" était installée rue de Savigny et fut détruite au début des années 2010.
La commune comportait 11 moulins à vent en 1835, tous sont disparus. Quelques toponymes sont connus : le moulin des Prés, de Bordebure, de la Briquerie, le Petit-Moulin, de Sandille, Picault, l'Aiguillère, du Pont, du Dhiot et de Nichet.
La commune a été très longtemps viticole. La butte alluviale sur laquelle est construit le bourg composait un bon terroir. On retrouvait aussi de la vigne autour du hameau de Champvallins sur la carte d'État-Major. Sandillon faisait partie des vins d'Orléans et produisait essentiellement des vins rouges de première classe. Le cépage utilisé était le gascon, ce dernier a quasiment complètement disparu avec la crise du phylloxéra. Cette crise plus le développement des lignes de chemin de fer vers le sud de la France ont conduit à un désintérêt de la vigne et à sa progressive disparition. Aujourd'hui la commune n'a plus de vignes mais conserve des toponymes viticoles : le Clos Finet, le Clos de Vilaine, le Clos des Courtinières, le Clos des Sablons.
Entre le 29 janvier et le 8 février 1939, plus de 2 800 réfugiés espagnols, fuyant l'effondrement de la république espagnole devant les troupes de Franco, arrivent dans le Loiret. Devant l'insuffisance des structures d'accueil d’Orléans, 46 centres d’accueil ruraux sont ouverts, dont un à Sandillon. Les réfugiés, essentiellement des femmes et des enfants (les hommes sont désarmés et retenus dans le Sud de la France), sont soumis à une quarantaine stricte, vaccinés, le courrier est limité, et le ravitaillement, s'il est peu varié et cuisiné à la française, est cependant assuré. Une partie des réfugiés rentrent en Espagne, incités par le gouvernement français qui facilite les conditions du retour, ceux préférant rester sont regroupés au camp de la verrerie des Aydes, à Fleury-les-Aubrais.

### Héraldique
| Blason de Sandillon | Les armes de Sandillon se blasonnent ainsi : De sinople aux deux trèfles d'argent en chef, à la fleur de lys d'or en abîme, à la champagne ondée aussi d'argent. |

## Urbanisme

### Typologie
Au 1er janvier 2024, Sandillon est catégorisée bourg rural, selon la nouvelle grille communale de densité à sept niveaux définie par l'Insee en 2022.
Elle appartient à l'unité urbaine de Sandillon, une unité urbaine monocommunale constituant une ville isolée,. Par ailleurs la commune fait partie de l'aire d'attraction d'Orléans, dont elle est une commune de la couronne,. Cette aire, qui regroupe 136 communes, est catégorisée dans les aires de 200 000 à moins de 700 000 habitants,.

### Occupation des sols
L'occupation des sols de la commune, telle qu'elle ressort de la base de données européenne d’occupation biophysique des sols Corine Land Cover (CLC), est marquée par l'importance des territoires agricoles (73 % en 2018), en diminution par rapport à 1990 (78 %). La répartition détaillée en 2018 est la suivante : 
terres arables (60,5 %), forêts (13,3 %), zones urbanisées (6,4 %), zones agricoles hétérogènes (6,1 %), prairies (5 %), eaux continentales (2,5 %), milieux à végétation arbustive et/ou herbacée (2,3 %), mines, décharges et chantiers (2 %), cultures permanentes (1,4 %), espaces ouverts, sans ou avec peu de végétation (0,5 %).
L'IGN met par ailleurs à disposition un outil en ligne permettant de comparer l’évolution dans le temps de l’occupation des sols de la commune (ou de territoires à des échelles différentes). Plusieurs époques sont accessibles sous forme de cartes ou photos aériennes : la carte de Cassini (XVIIIe siècle), la carte d'état-major (1820-1866) et la période actuelle (1950 à aujourd'hui).

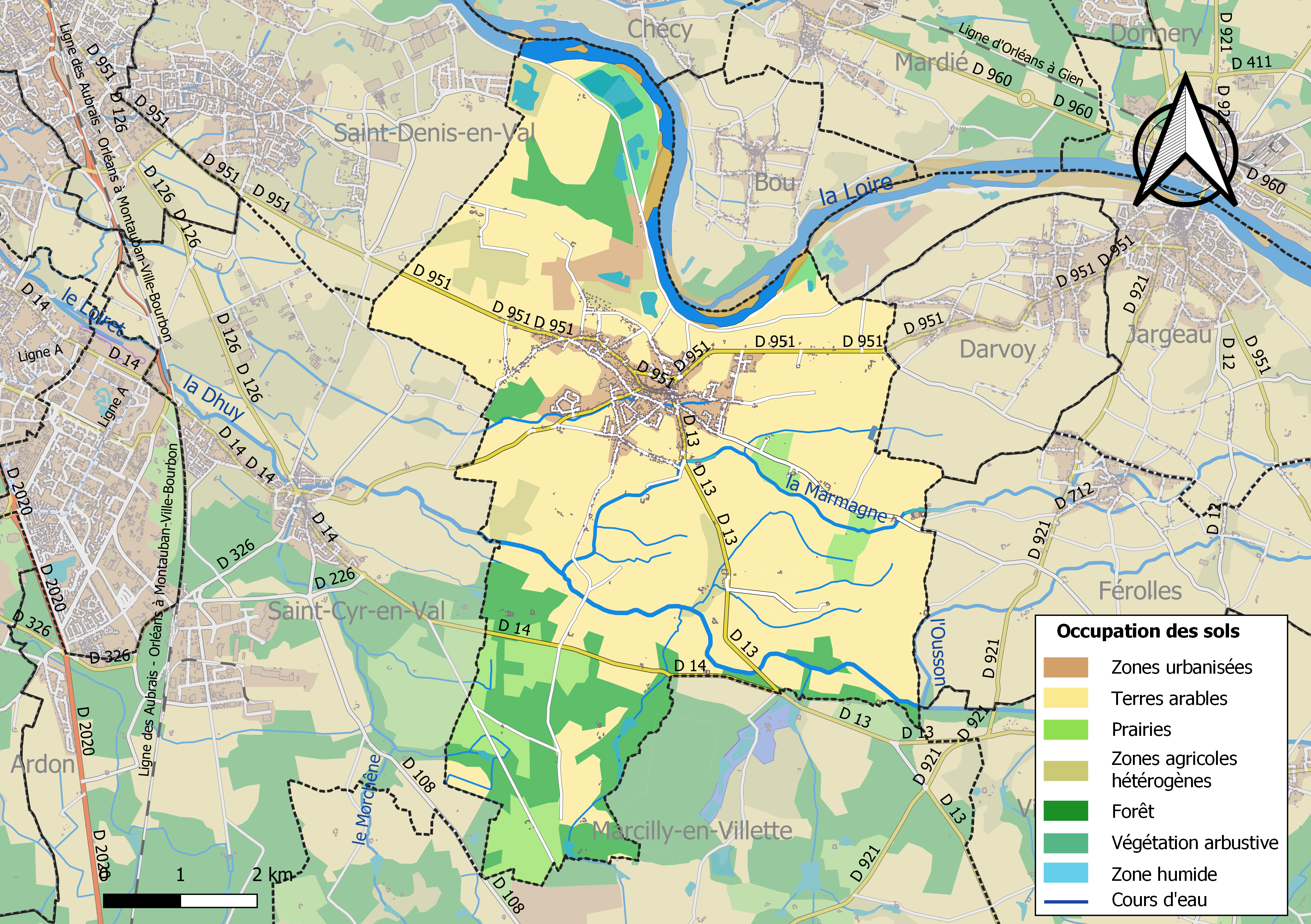
Carte des infrastructures et de l'occupation des sols de la commune en 2018 (CLC).
Carte orthophotographique de la commune en 2016.

### Planification

#### Plan local d'urbanisme
La commune prescrit l'élaboration d'un plan d'occupation des sols en juillet 1977. Le document est approuvé en mai 1986 puis révisé en octobre 1990, en mai 1995 et en décembre 1997,.
La loi relative à la solidarité et au renouvellement urbains du 13 décembre 2000, dite loi SRU, complétée par la loi urbanisme et habitat du 2 juillet 2003, marque une évolution de la planification urbaine en créant notamment les plans locaux d’urbanisme (PLU), vecteurs de projets de territoire, appelés à se substituer progressivement aux plans d’occupation des sols. Le PLU contient deux éléments nouveaux par rapport au POS : le plan d'aménagement et de développement durable (PADD), qui exprime le projet de la ville par des orientations générales en matière d'urbanisme, de développement, d'équipement et de préservation de l'environnement et les orientations d'aménagement et de programmation (OAP) qui correspondent à des zooms qui peuvent porter sur des quartiers ou secteurs à mettre en valeur, réhabiliter, restructurer ou aménager, ou sur l'aménagement d'un espace public, etc. Dans ce cadre la commune prescrit l'élaboration d'un PLU en février 2002. Le document est approuvé en juin 2004 puis révisé en décembre 2006, en février 2011 et en septembre 2012. En 2015, les sept communes de la communauté de communes Val Sol, dont Sandillon est membre, décident, dans un souci de solidarité et de cohérence en termes d’aménagement du territoire et pour rendre leurs documents d'urbanisme compatibles avec les dernières lois en vigueur, de confier à la communauté de communes l'élaboration d'un PLU intercommunal. Le conseil communautaire, après avoir organisé le 11 décembre 2015 la conférence des maires destinée à arrêter les modalités de collaboration entre la communauté de communes et les communes membres, décide le 15 décembre 2015 de lancer la procédure.

#### Documents d'orientations intercommunaux
La commune est membre du Pays Sologne Val-sud, qui regroupe 29 des communes de la Sologne du Loiret. Ce pays impose un certain nombre de contraintes, que les documents d’urbanisme doivent respecter en étant compatibles avec les documents d’orientations du Pays. Le pays a notamment élaboré une charte architecturale et paysagère en 2005.
En 2012 les Pays Forêt d'Orléans Val de Loire, Loire Beauce et Sologne Val Sud sont les seuls territoires du département du Loiret ne disposant pas de schéma de cohérence territoriale (SCoT). Compte tenu  de l'intérêt de cet outil pour l'avenir des territoires, les élus de ces pays décident d'engager une démarche d'élaboration de SCOT. Le comité syndical du Pays Sologne Val Sud se prononce majoritairement en mars 2013 pour prendre la compétence SCoT dans ses statuts. Les quatre communautés de communes qui composent le Pays délibèrent en avril et mai 2013 pour confier "l'élaboration, la gestion et le suivi du SCoT" au Pays Sologne Val Sud. Les compétences sont modifiées en ce sens en juin 2013, le périmètre du SCOT est arrêté par le préfet le 10 octobre 2013. Après étude et concertation de 2014 à 2017, le document doit être approuvé en 2018.

### Voies de communication et transports

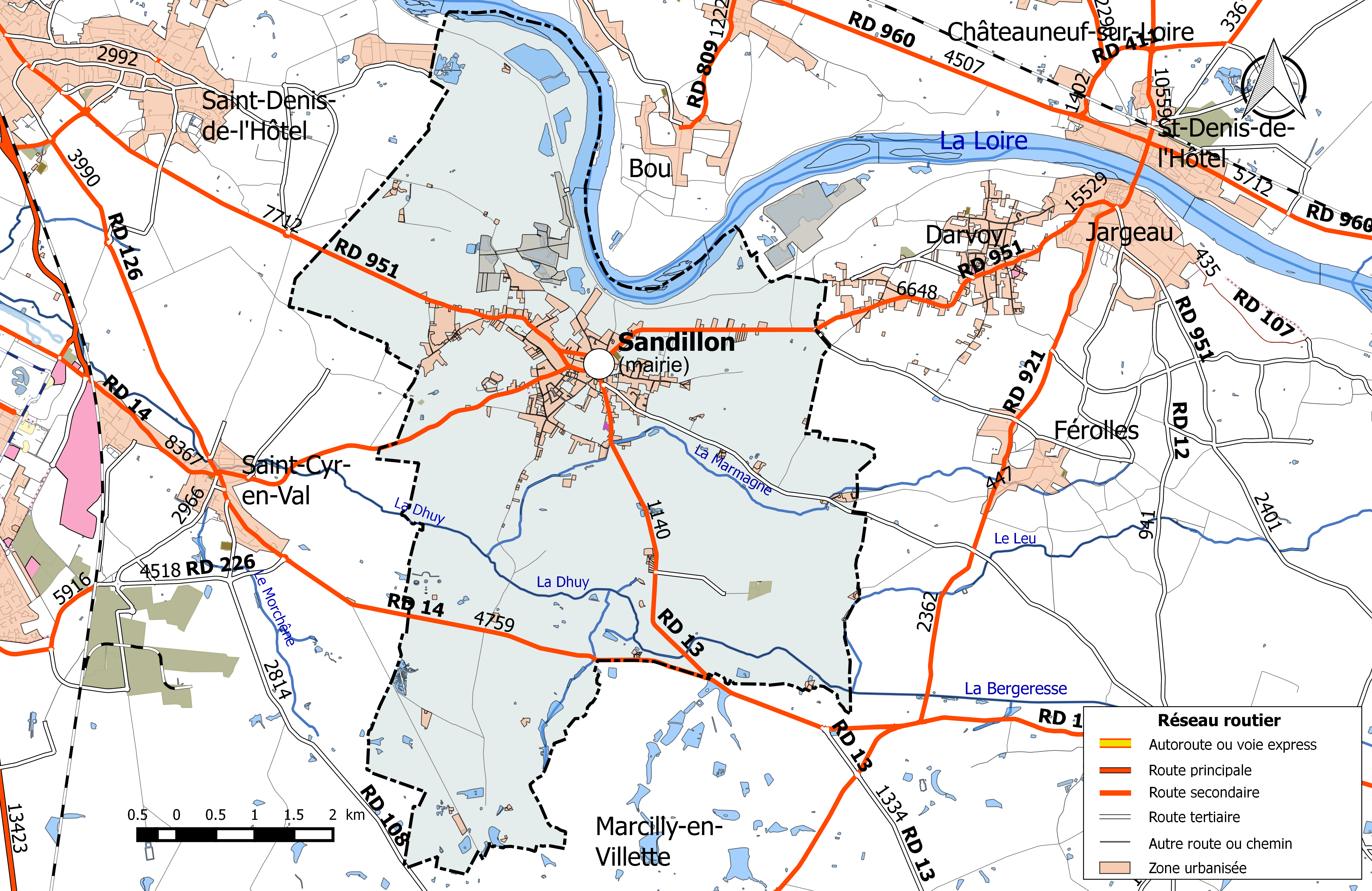
Réseau routier principal de la commune de Sandillon (avec indication du trafic routier 2014).

#### Infrastructures routières
La commune est traversée par trois routes départementales structurantes : la RD 951, la RD 13 et la RD 14.
La RD 951 est l'ancienne route nationale 751, qui avait été créée en 1933 et était définie comme la route de Cosne-sur-Loire à la pointe de Saint-Gildas par la rive gauche de la Loire. La section traversant le Loiret, reliant Beaulieu-sur-Loire à Lailly-en-Val, a été transférée au département du Loiret par arrêté du 22 décembre 1972. En 2014, elle supporte sur le territoire communal un trafic de 7 712 véhicules/jour. La RD 13 (1 140 véhicules/jour) relie la commune à Vannes-sur-Cosson et la RD 14 (4 759 véhicules/jour) relie Saint-Hilaire-Saint-Mesmin à Tigy.
Complétant ces voies, la commune est sillonnée de plusieurs voies communales et chemins ruraux  desservant ses fermes et hameaux et les bourgs environnants.

#### Transports en commun
La commune est desservie par la ligne n°7A du réseau Ulys, le réseau interurbain de transport par autocar du Conseil départemental du Loiret. Cette ligne, qui relie Sully-sur-Loire - Tigy - Jargeau - Orléans, propose un nombre de dessertes variable en fonction des jours ouvrables de la semaine. Des correspondances SNCF sont assurées dans la  gare d'Orléans.

### Risques naturels et technologiques majeurs
La commune de Sandillon est vulnérable à différents aléas naturels : inondations (par débordement de la Loire ou de ruisseaux), climatiques (hiver exceptionnel ou canicule), mouvements de terrains ou sismique. 
Entre 1999 et 2016, cinq arrêtés ministériels portant ou ayant porté reconnaissance de catastrophe naturelle ont été pris pour le territoire de la commune de Sandillon dont deux pour des inondations et coulées de boue et trois pour des mouvements de terrains.

#### Risque d'inondation

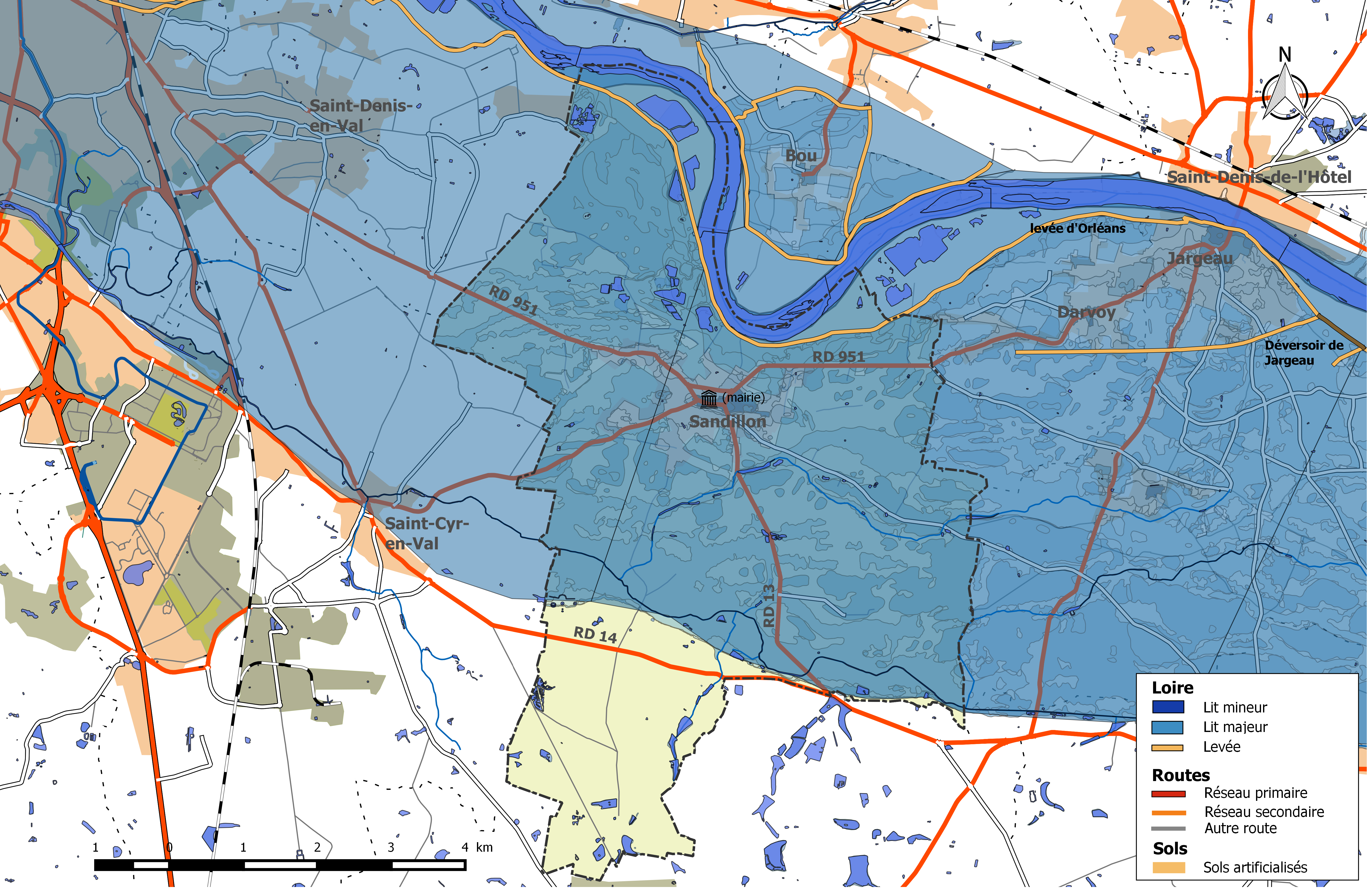
Zone inondable de la commune de Sandillon.

La Loire est à l'origine des dégâts les plus importants sur la commune en cas de crue majeure. Les crues historiques sont celles de 1846, 1856, 1866 et 1907. Aucune crue n'a atteint depuis 1907 les hauteurs atteintes lors de ces événements catastrophiques.
La zone inondable de la commune de Sandillon couvre une surface de 3 498 hectares, soit 85 % du territoire communal et se répartit en 2 449 ha en espaces agricoles, 148 ha en eau, 510 ha en espaces naturels,  7 ha en serres et 384 ha en surfaces urbanisées.  4 042 personnes résident dans cette zone. Elle fait partie du val d'Orléans qui s’étend sur 33 km de longueur, du hameau de Bouteille à l’amont au confluent du Loiret à l’aval. Ce val est protégé par une levée en terre, la levée d'Orléans, de 45 km de longueur. Il est inondé par le remous de la Loire dans la confluence du Loiret dès les premières crues simulées. Cette levée a été renforcée sur toute sa longueur. Le niveau de protection historique est celui visé par la construction du déversoir de Jargeau, aménagé à la fin du XIXe siècle à l'emplacement des brèches qui s'étaient produites en 1846, 1856 et 1866 et conçu initialement pour fonctionner au-delà de la cote de Loire à l'échelle d'Orléans proche de 6 m (crue de 1825, n'ayant pas occasionné de brèches). Les lignes d’eau en crue ont toutefois beaucoup changé depuis du fait de l’évolution morphologique du lit de la Loire, conséquence des ouvrages de navigation qui ont été réalisés au XIXe siècle (épis, duits, chevrettes barrant un bras, etc.) et de l’extraction massive de matériaux en deuxième partie du XXe siècle. Le déversoir ne remplit donc plus sa fonction de protéger la levée d’Orléans des surverses, et il ne permet plus de définir l’objectif de protection du système d’endiguement.
L'analyse menée dans le cadre de l'étude de danger des digues, montre qu'aujourd'hui, le niveau de protection apparent de la levée est associé à une crue de période de retour d'environ 200 ans, soit une hauteur d'eau à l'échelle d'Orléans estimée à 5,75 m. Les zones de surverses probables mises en évidence se situent de l'amont vers l'aval, à Guilly, Sigloy et Saint-Denis-en-Val (lieu-dit de Château Lumina). Par ailleurs, ces études montrent aussi que des défaillances avant dépassement des ouvrages sont probables, en particulier à Guilly, Sigloy et Saint-Pryvé-Saint-Mesmin. Pour le secteur de Guilly, la probabilité de rupture n'est plus négligeable dès la crue de période de retour de 70 ans, soit une cote d'environ 4,60 m à l'échelle d'Orléans. Cette cote définit le niveau de sûreté actuel de la digue d'Orléans et correspond au seuil de déclenchement du plan d'évacuation massive de l'agglomération d'Orléans en cas de crue.
Le risque d'inondation est pris en compte dans l'aménagement du territoire de la commune par le biais du Plan de prévention du risque inondation (PPRI) du val d'Orléans - val amont, approuvé le 20 janvier 2015. Deux nouveaux types de zones sont apparues par rapport au précédent PPRI, plus restrictives pour une meilleure protection des usagers : la zone de dissipation d'énergie (ZDE) et la zone d'expansion de crue (ZEC). Dans la ZDE, située immédiatement à l’arrière des levées, qui serait fortement affectée en cas de brèche ou de rupture de digue, toute construction nouvelle est interdite. La ZEC quant à elle correspond aux secteurs naturels ou agricoles qu’il convient  de  préserver pour l’étalement des eaux en cas d’inondation et éviter l’accroissement des risques. Majoritairement agricole et naturelle, La ZDE de Sandillon, d'une superficie de 259 ha, présente près de 25 % d'espaces artificialisés. La majeure partie des terrains artificialisés est constituée par la carrière. Les principales habitations concernées par la ZDE se situent en périphérie du secteur urbain de la commune, notamment au « Coin tournant » et au « Clos de la vilaine ». Le secteur d'activité du « Bois vert » est partiellement concerné. Plus à l'est quelques bâtiments isolés complètent les enjeux.
Deux documents permettent de définir les modalités de gestion de crise et d'organisation des secours : au niveau départemental, le Dispositif ORSEC départemental spécialisé déclenché en cas d'inondation de la Loire, le plan ORSIL, et au niveau communal le plan communal de sauvegarde.

#### Risque de mouvements de terrain
Le territoire de la commune peut être concerné par un risque d'effondrement de cavités souterraines non connues. Une cartographie départementale de l'inventaire des cavités souterraines et des désordres de surface a été réalisée. Il a été recensé sur la commune plusieurs effondrements de cavités.
Par ailleurs, le sol du territoire communal peut faire l'objet de mouvements de terrain liés à la sécheresse. Le phénomène de retrait-gonflement des argiles est la conséquence d'un changement d'humidité des sols argileux. Les argiles sont capables de fixer l'eau disponible mais aussi de la perdre en se rétractant en cas de sécheresse. Ce phénomène peut provoquer des dégâts très importants sur les constructions (fissures, déformations des ouvertures) pouvant rendre inhabitables certains locaux. Celui-ci a particulièrement affecté le Loiret après la canicule de l'été 2003. La totalité du territoire de la commune est soumis à un aléa « faible » face à ce risque, selon l'échelle définie par le Bureau de recherches géologiques et minières (BRGM).

## Politique et administration

### Découpage territorial
La commune de Sandillon est membre de la communauté de communes des Loges, un établissement public de coopération intercommunale (EPCI) à fiscalité propre créé le 1er janvier 1997 dont le siège est à Fay-aux-Loges. Ce dernier est par ailleurs membre d'autres groupements intercommunaux qui sont, en 2020, le Syndicat intercommunal de collecte et de traitement des ordures ménagères (SMICTOM) de la région de Châteauneuf-sur-Loire, le Syndicat mixte du bassin de la Bonnée, l'Agence Loiret Numérique, l'Établissement public d'aménagement et de gestion de l'eau sur le bassin versant du Loing, le Syndicat mixte des bassins versants de la Bionne et du Cens et le  PETR Forêt d'Orléans-Loire-Sologne.
Sur le plan administratif, elle est rattachée à l'arrondissement d'Orléans, au département du Loiret et à la région Centre-Val de Loire. Sur le plan électoral, elle dépend du  canton de Saint-Jean-le-Blanc pour l'élection des conseillers départementaux, depuis le redécoupage cantonal de 2014 entré en vigueur en 2015, et de la troisième circonscription du Loiret  pour les élections législatives, depuis le dernier découpage électoral de 2010.

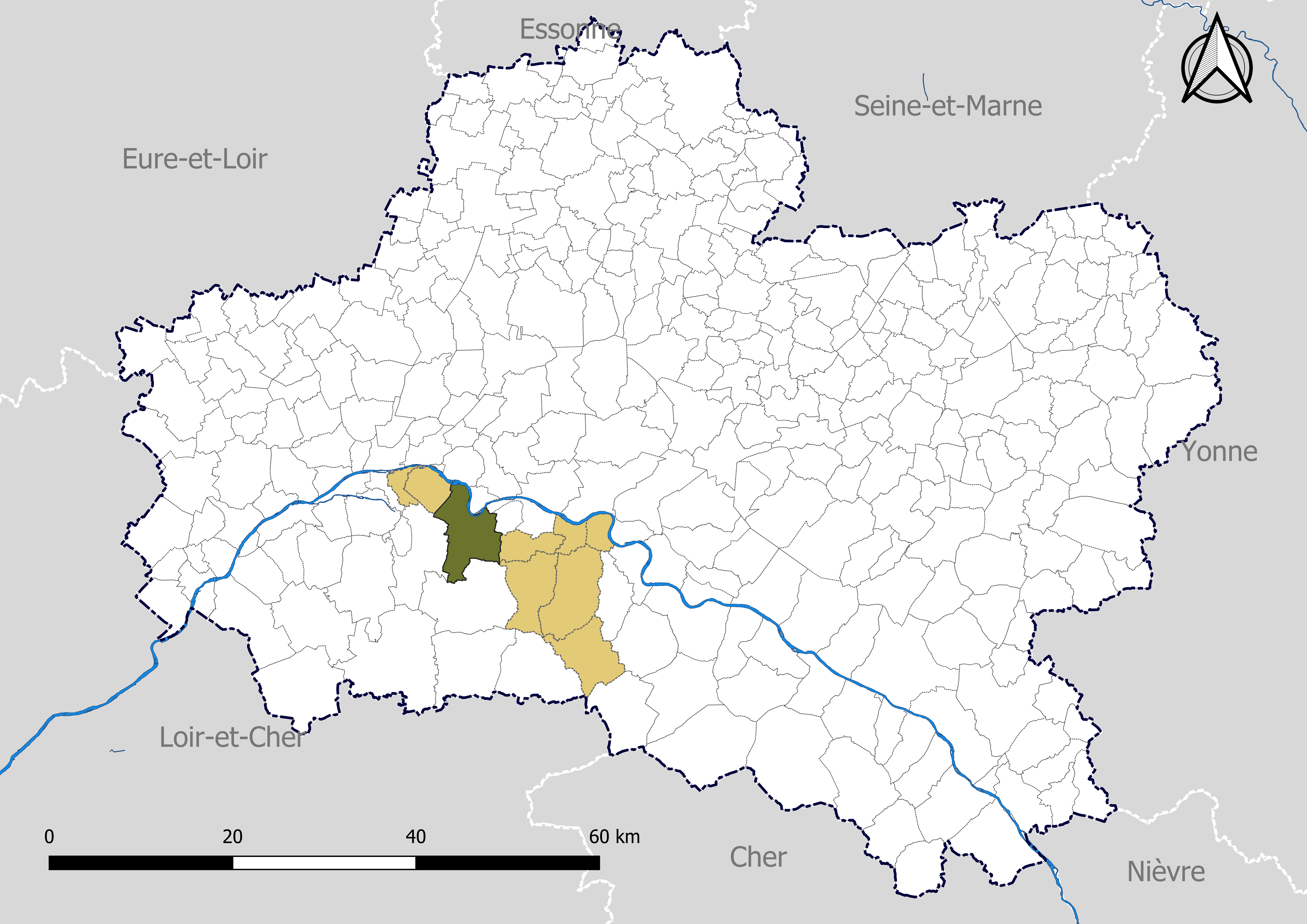
Sandillon dans le canton de Saint-Jean-le-Blanc en 2020.
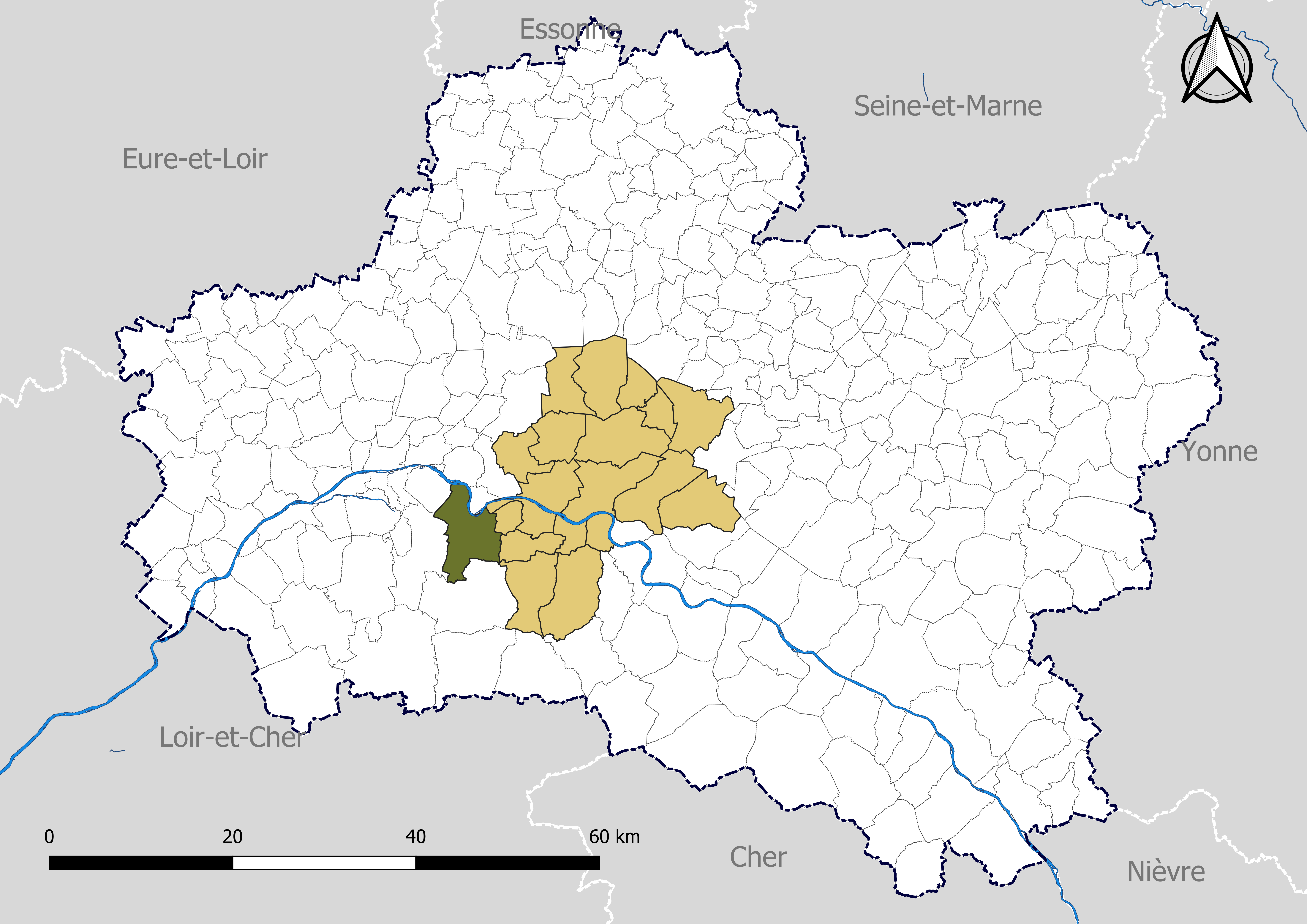
Sandillon dans la communauté de communes des Loges en 2020.
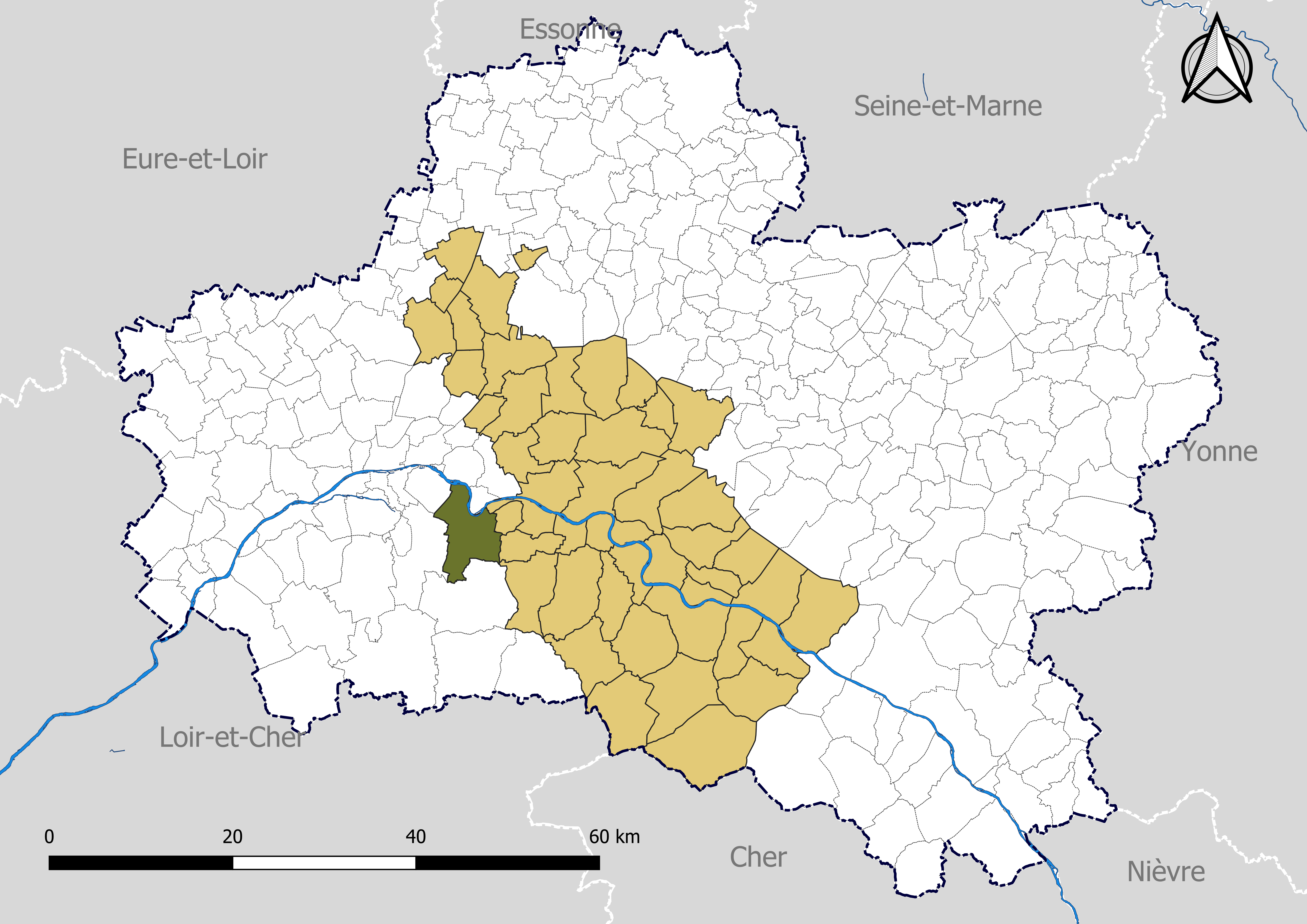
Sandillon dans le Pôle d'équilibre territorial et rural (PETR) Forêt d'Orléans-Loire-Sologne en 2020.
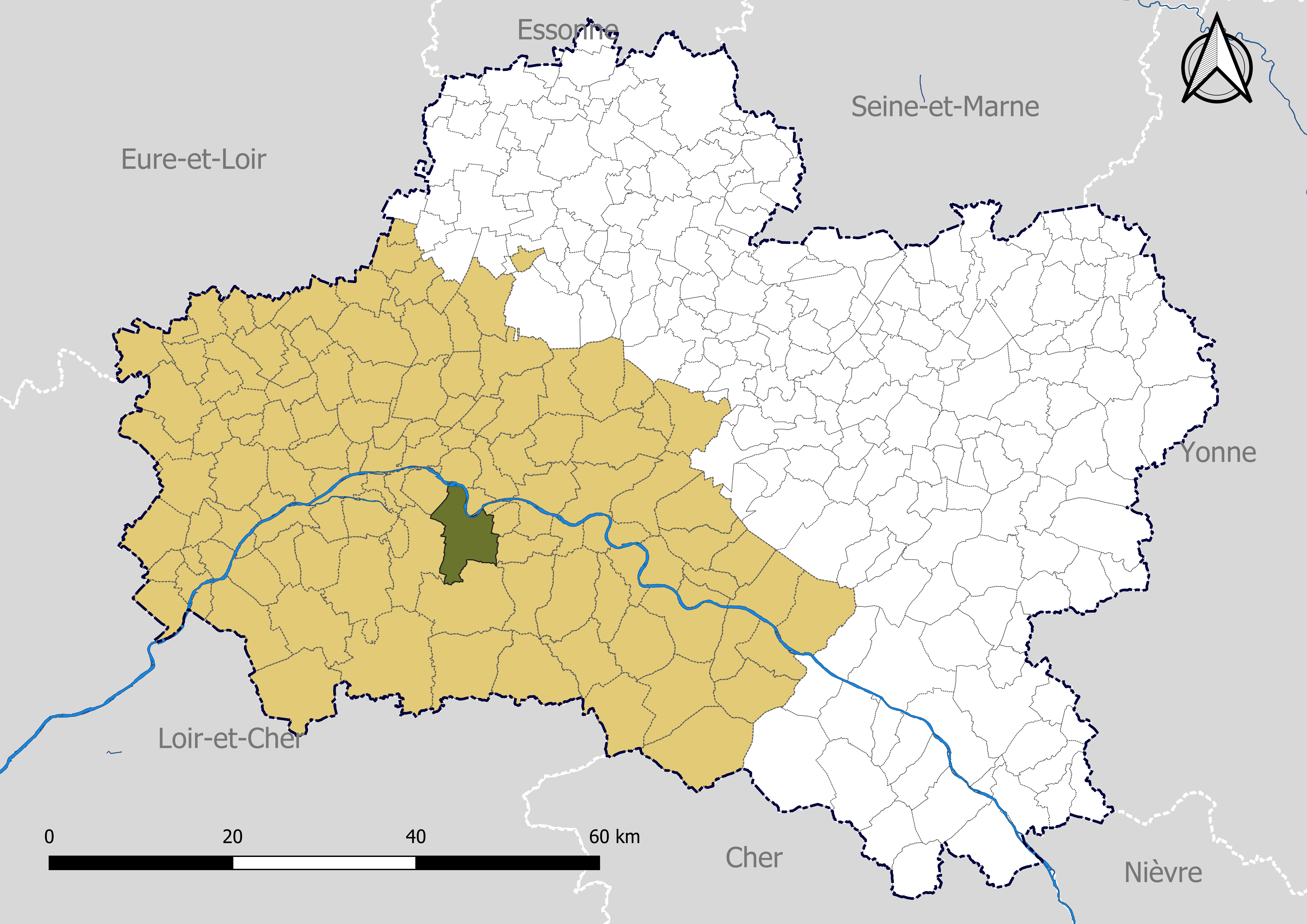
Sandillon dans l'arrondissement d'Orléans en 2020.

### Politique et administration municipales

#### Conseil municipal et maire
Depuis les élections municipales de 2014, le conseil municipal  de Sandillon, commune de plus de 1 000 habitants, est élu au scrutin proportionnel de liste à deux tours (sans aucune modification possible de la liste),  pour un mandat de six ans renouvelable. Il est composé de 27 membres. L'exécutif communal, est constitué par le maire, élu par le conseil municipal, parmi ses membres, pour un mandat de six ans, c'est-à-dire pour la durée du mandat du conseil. Gérard Malbo est maire de 2014 à 2020. Lors des élections de 2020, il est remplacé par Pascal Juteau, ingénieur.
| Période       | Période       | Identité            | Étiquette      | Qualité                                                                                    |
| ------------- | ------------- | ------------------- | -------------- | ------------------------------------------------------------------------------------------ |
| mai 1945      | novembre 1949 | Albert Cirrode      |                |                                                                                            |
| décembre 1949 | mars 1965     | Albert Berneau      |                |                                                                                            |
| mars 1965     | mars 1971     | Marie-Noémie Fèvre  |                |                                                                                            |
| mars 1971     | mars 1977     | André Galliard      |                |                                                                                            |
| mars 1977     | mars 1983     | Bernard Guermonprez |                | Bibliothécaire                                                                             |
| mars 1983     | juin 1995     | Robert Boisserie    |                |                                                                                            |
| juin 1995     | mars 2014     | Daniel Brusseau     | UDF-DL puis SE |                                                                                            |
| mars 2014     | mai 2020      | Gérard Malbo        | DVD            | retraité de l'enseignement Conseiller général (2011-2015) puis départemental (depuis 2015) |
| mai 2020      | En cours      | Pascal Juteau       | SE             | ingénieur (46 ans)                                                                         |

#### Labels
En 2008, la commune a reçu le label « Ville Internet ».

## Équipements et services

### Environnement

#### Gestion des déchets
En  2016, la commune est membre du SICTOM de la région de Châteauneuf-sur-Loire, créé en 1976. Celui-ci assure la collecte et le traitement des ordures ménagères résiduelles, des emballages ménagers recyclables  et des encombrants en porte à porte et du verre en points d’apport volontaire. Un réseau de dix déchèteries accueille les encombrants et autres déchets spécifiques (déchets verts, déchets dangereux, gravats, ferraille, cartons…). La déchèterie la plus proche est située sur la commune de Jargeau. L'élimination et la valorisation énergétique des déchets ménagers et de ceux issus de la collecte sélective sont effectuées par le SYCTOM de Gien-Châteauneuf-sur-Loire qui comprend un centre de transfert de déchets ménagers et un centre de stockage de déchets ultimes (CSDU) de classe II à Saint-Aignan-des-Gués ainsi qu'une usine d’incinération des ordures ménagères à Gien-Arrabloy.
Depuis le 1er janvier 2017, la « gestion des déchets ménagers » ne fait plus partie des compétences de la commune mais est une compétence obligatoire de la communauté de communes des Loges en application de la loi NOTRe du 7 août 2015.

#### Production et distribution d'eau
Le service public d’eau potable est une compétence obligatoire des communes depuis l’adoption de la loi du 30 décembre 2006 sur l’eau et les milieux aquatiques. Au 31 décembre 2016, la production et la distribution de l'eau potable sur le territoire communal sont assurées par la commune elle-même.
La loi NOTRe du 7 août 2015 prévoit que le transfert des compétences « eau et assainissement » vers les communautés de communes sera obligatoire à compter du 1er janvier 2020. Le transfert d’une compétence entraîne  de  facto  la  mise  à disposition  gratuite  de  plein droit des biens, équipements et services publics utilisés, à la date du transfert, pour l'exercice de ces compétences et la substitution de la communauté dans les droits et obligations des communes,.

#### Assainissement
La compétence assainissement, qui recouvre obligatoirement la collecte, le transport et l’épuration des eaux usées, l’élimination des boues produites, ainsi que le contrôle des raccordements aux réseaux publics de collecte, est assurée   par le Syndicat d'Assainissement de Sandillon - Darvoy - Férolles - Ouvrouer-les-Champs, un syndicat créé en 1997 desservant 4 communes (Darvoy - Férolles - Ouvrouer-les-Champs et Sandillon),,.
La commune est raccordée à une station d'épuration située sur le territoire communal, mise en service le 1er juin 2003 et dont la capacité nominale de traitement est de  8 800 EH, soit 1 320 m3/jour. Cet équipement utilise un procédé d'épuration biologique dit « à boues activées ». Son exploitation est assurée par SIA Darvoy Férolles Ouvrouer les Champs Sandillon,.
L’assainissement non collectif (ANC) désigne les installations individuelles de traitement des eaux domestiques qui ne sont pas desservies par un réseau public de collecte des eaux usées et qui doivent en conséquence traiter elles-mêmes leurs eaux usées avant de les rejeter dans le milieu naturel. En 2016, la communauté de communes des Loges assure le service public d'assainissement non collectif (SPANC), qui a pour mission de vérifier la bonne exécution des travaux de réalisation et de réhabilitation, ainsi que le bon fonctionnement et l’entretien des installations,.

### Enseignement
Sandillon est située dans l'académie d'Orléans-Tours et dans la circonscription d'Orléans Val de Loire. La commune possède une école maternelle et une école primaire.

## Population et société

### Démographie
L'évolution du nombre d'habitants est connue à travers les recensements de la population effectués dans la commune depuis 1793. Pour les communes de moins de 10 000 habitants, une enquête de recensement portant sur toute la population est réalisée tous les cinq ans, les populations de référence des années intermédiaires étant quant à elles estimées par interpolation ou extrapolation. Pour la commune, le premier recensement exhaustif entrant dans le cadre du nouveau dispositif a été réalisé en 2005.
En 2022, la commune comptait 4 209 habitants, en évolution de +7,21 % par rapport à 2016 (Loiret : +1,89 %, France hors Mayotte : +2,11 %).
| 1793  | 1800  | 1806  | 1821  | 1831  | 1836  | 1841  | 1846  | 1851  |
| ----- | ----- | ----- | ----- | ----- | ----- | ----- | ----- | ----- |
| 1 229 | 1 402 | 1 330 | 1 406 | 1 600 | 1 726 | 1 611 | 1 768 | 1 847 |

| 1856  | 1861  | 1866  | 1872  | 1876  | 1881  | 1886  | 1891  | 1896  |
| ----- | ----- | ----- | ----- | ----- | ----- | ----- | ----- | ----- |
| 1 973 | 1 807 | 1 841 | 1 740 | 1 748 | 1 764 | 1 731 | 1 756 | 1 640 |

| 1901  | 1906  | 1911  | 1921  | 1926  | 1931  | 1936  | 1946  | 1954  |
| ----- | ----- | ----- | ----- | ----- | ----- | ----- | ----- | ----- |
| 1 646 | 1 582 | 1 571 | 1 547 | 1 475 | 1 418 | 1 295 | 1 315 | 1 317 |

| 1962  | 1968  | 1975  | 1982  | 1990  | 1999  | 2005  | 2006  | 2010  |
| ----- | ----- | ----- | ----- | ----- | ----- | ----- | ----- | ----- |
| 1 393 | 1 440 | 1 744 | 2 562 | 3 000 | 3 405 | 3 570 | 3 578 | 3 865 |

| 2015  | 2020  | 2022  | - | - | - | - | - | - |
| ----- | ----- | ----- | - | - | - | - | - | - |
| 3 908 | 4 186 | 4 209 | - | - | - | - | - | - |

### Sports
- Le stade Raymond-Leveau.
- L’union sportive sandillonnaise.
- La randonnée pédestre entre val et Sologne en avril depuis 2000.
- Les écuries Pierre Defrance à Barbereau et Charika.
- L'union sportive de tennis de table.
- Les Dingos de Sandillon (Section Running).

La deuxième étape de Paris-Nice 2022 a emprunté le territoire de la commune.

## Économie

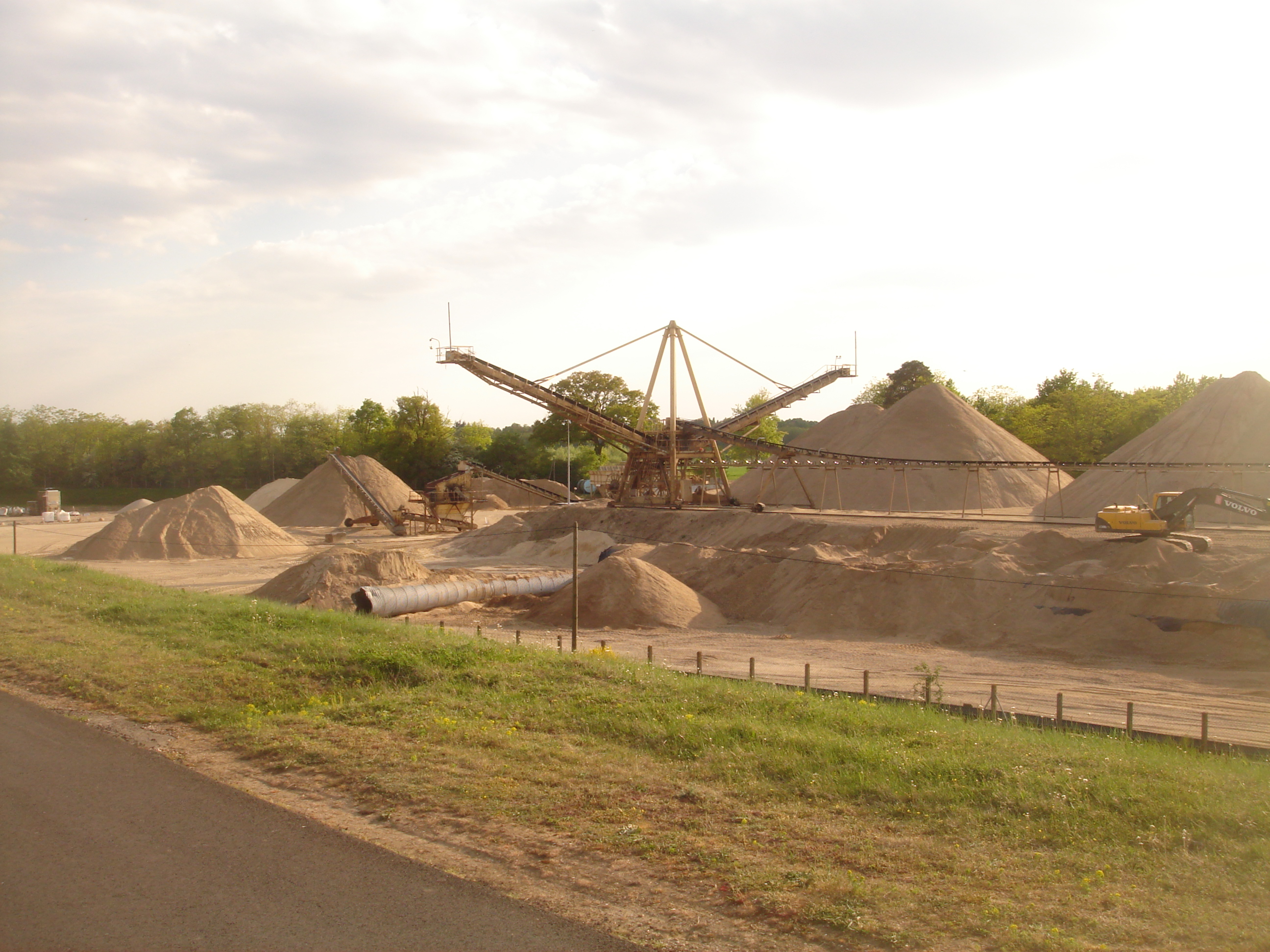
La carrière de Sandillon en bord de Loire.

- Le marché, le vendredi après-midi et le dimanche matin ;
- La carrière de Sandillon, située en bord de Loire, exploitée par le groupe mexicain Cemex ;
- Zone Industrialo-Artisanale du Bois Vert, regroupant la majorité des artisans (serrurerie, bâtiment, garages) et autres activités liées à l'agriculture et au maraîchage (entreprise Sopa, coopérative agricole).

## Patrimoine

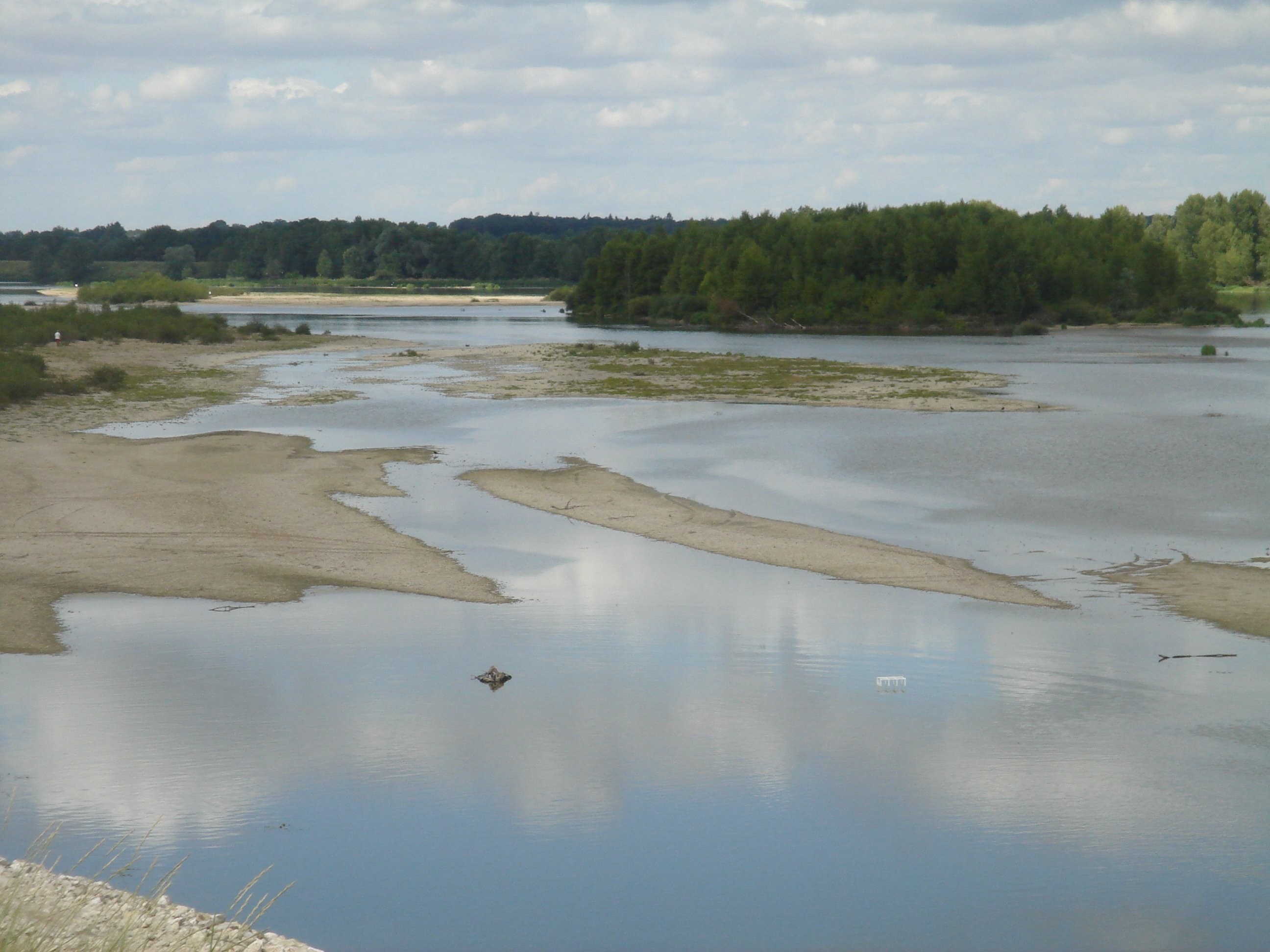
La Loire à Sandillon.

- L’église Saint-Patrice a été détruite en 1835[A 1].
- L’église Saint-Aignan, construite en 1861 selon les plans de l'architecte Jules de La Morandière[A 2], contient notamment une châsse en fer doré XIXe[A 3] et deux verrières du XIXe représentant des figures bibliques[A 4]. La base du clocher date du XIVe siècle.
- Les châteaux[A 5] : de Champvallins des XVIe et XIXe siècles[A 6] ; du Gamereau des  XVIe, XVIIe et XVIIIe siècles[A 7] ;  d'Allou du XIXe siècle avec une motte du Moyen Âge dans son parc ; de Puchesse datant du XIXe siècle dont la chapelle fut édifiée en 1640[A 8] ; les vestiges du château des Marais du XVIe siècle ; le château de Bardy du XIXe siècle.
- Le domaine de La Porte comprenant un château du XVIIIe siècle[A 9], une chapelle et un parc, est situé sur les communes de Sandillon et de Saint-Cyr-en-Val ; il est partiellement inscrit et classé à l'inventaire des Monuments historiques les 10 juin 1992 et 20 octobre 1995[A 10].
- Les maisons[A 11] : du Petit-Marmagne du XVIe siècle[A 12] ; du Dhiot du XIXe siècle[A 13].
- Les vestiges de la Métairie des Chanoines, ancienne maison d'Isabelle Devouton, qui portait une plaque commémorative portant la mention suivante : « cette métairie dite des chanoines qui appartenait au chapitre de Sainte-Croix d'Orléans a été donnée par bail emphytéotique en date du dernier jour de janvier 1442 à Mess. Pierre du Lys cher frère de Jeanne d'Arc et à son fils unique Jean de Lys qui l'occupèrent jusqu'en 1501 »[A 14].
- Anciennes maisons de vignerons dans le bourg qui témoignent du passé viticole de la commune.
- Les fermes[A 15] : du Gamereau du XIXe siècle[A 16] ; de Mongy du XIXe siècle[A 17] ; des Closeux des XVIe et XIXe siècles[A 18].
- Le maquis de Samatha, lieu de Résistance (Corps francs Vengeance) pendant la Seconde Guerre mondiale. Stèle commémorative du maquis et croix mémoriale à l'emplacement où fut tué le résistant Guy Tressou (réseau Vengeance).
- La commune est située dans la zone de protection spéciale vallée de la Loire du Loiret du réseau Natura 2000[108] comprenant notamment l'île aux oiseaux où nichent deux espèces de sternes : naine et pierregarin[109].
- La levée de la Loire.

### Sites et paysages remarquables
Le 30 novembre 2000, le Val de Loire, dans son cours moyen de Sully-sur-Loire (Loiret) à Chalonnes-sur-Loire (Maine-et-Loire), est inscrit sur la Liste du patrimoine mondial de l'organisation des Nations unies pour l'éducation, la science et la culture (UNESCO) comme « paysage culturel ». Cette inscription reconnaît au site une « valeur universelle exceptionnelle » fondée sur la densité de son patrimoine monumental, architectural et urbain, l'intérêt du paysage fluvial et la qualité exceptionnelle d’expressions paysagères héritées de la Renaissance et du Siècle des Lumières. Toute altération de la V.U.E. est considérée comme une perte pour la mémoire de l’Humanité. Le préfet de la région Centre, préfet coordonnateur, approuve le plan de gestion pour le Val de Loire patrimoine mondial par arrêté en date du 15 novembre 2012. Trente-cinq communes du Loiret sont concernées, dont Sandillon qui a une frange de son territoire inscrite et le reste en zone tampon.

### Personnalités liées à la commune
- Isabelle Rommée (1377–1458), mère de Jeanne d'Arc, serait morte le 28 novembre 1458 dans la métairie des chanoines à Sandillon et aurait été enterrée dans l'ancien cimetière de l'ancienne église Saint-Patrice[111].
- Pierre d'Arc (c. 1408–1473) et Jean d'Arc (?–?), frères et compagnons d'armes de Jeanne d'Arc, vécurent dans la commune.
- Casimir Tollet (1828-1899), ingénieur français, lauréat des académies des Sciences et de Médecine, est né dans la commune[112].
- Germaine Reuver (1885-1953), actrice française, y est décédée.

### Manifestations
- Le vide grenier, au mois de juin.
- La foire aux Arbres, chaque 1er novembre, depuis 1978.

### Culture
- L'association « Loisirs pour tous ».
- La bibliothèque communale.
- L’atelier d'art créatif à la Maison des artistes.
- Les Dingos de Sandillon (Section Running).